# Avengers: Cuộc chiến vô cực
Avengers: Cuộc chiến vô cực (tựa gốc tiếng Anh: Avengers: Infinity War) là một bộ phim điện ảnh đề tài siêu anh hùng của Mỹ năm 2018 dựa trên các nhân vật của Marvel Comics. Phim do Marvel Studios sản xuất và Walt Disney Studios Motion Pictures chịu trách nhiệm phân phối, là phần phim tiếp theo của The Avengers (2012) và Avengers: Đế chế Ultron (2015), đồng thời cũng là phim điện ảnh thứ 19 trong loạt phim điện ảnh thuộc Vũ trụ Điện ảnh Marvel (MCU). Tác phẩm do bộ đôi anh em Anthony và Joe Russo đạo diễn, với phần kịch bản được chắp bút bởi Christopher Markus và Stephen McFeely. Phim có sự tham gia của dàn diễn viên gồm Robert Downey Jr., Chris Hemsworth, Mark Ruffalo, Chris Evans, Scarlett Johansson, Benedict Cumberbatch, Don Cheadle, Tom Holland, Chadwick Boseman, Paul Bettany, Elizabeth Olsen, Anthony Mackie, Sebastian Stan, Danai Gurira, Letitia Wright, Dave Bautista, Zoe Saldana, Josh Brolin và Chris Pratt. Trong Avengers: Cuộc chiến vô cực, đội Avengers và Vệ binh dải Ngân Hà cố gắng ngăn chặn Thanos khỏi việc thu thập đầy đủ 6 Viên đá Vô cực và xóa sổ một nửa số sinh vật trong vũ trụ.
Avengers: Cuộc chiến vô cực được công bố vào tháng 10 năm 2014 dưới tựa đề Avengers: Cuộc chiến vô cực – Phần 1. Tháng 4 năm 2015, anh em nhà Russo nhận lời ngồi vào ghế đạo diễn của phim; một tháng sau, bộ đôi Christopher Markus và Stephen McFeely ký hợp đồng mới dưới vai trò nhà biên kịch của phim, với phần cốt truyện lấy ý tưởng từ nguyên tác truyện tranh The Infinity Gauntlet của Jim Starlin xuất bản năm 1991 và Infinity của Jonathan Hickman xuất bản năm 2013. Năm 2016, Marvel rút ngắn tựa đề phim thành Avengers: Cuộc chiến vô cực. Phim được khởi quay vào tháng 1 năm 2017 tại Pinewood Atlanta Studios ở Quận Fayette, Georgia, chính thức đóng máy vào tháng 7 năm 2017 và sau đó tiếp tục được quay liền mạch với phần phim tiếp nối, Avengers: Hồi kết. Những cảnh quay bổ sung được thực hiện tại Scotland, vùng Downtown Atlanta và Thành phố New York. Với kinh phí trong khoảng từ 316 – 400 triệu USD, Avengers: Cuộc chiến vô cực là một trong những phim điện ảnh có kinh phí cao nhất mọi thời đại.
Avengers: Cuộc chiến vô cực được công chiếu ra mắt vào ngày 23 tháng 4 năm 2018 tại Los Angeles. Phim khởi chiếu vào ngày 25 tháng 4 năm 2018 tại Việt Nam và vào ngày 27 tháng 4 năm 2018 tại Mỹ. Diễn xuất của Brolin được coi là điểm nhấn cảm xúc cho câu chuyện, phần kỹ xảo điện ảnh cũng như các phân cảnh hành động cũng được đánh giá cao, dù bộ phim vẫn vấp phải một số chỉ trích từ giới chuyên môn khi cốt truyện bị phụ thuộc quá nhiều vào các phim điện ảnh trước đó của MCU. Avengers: Cuộc chiến vô cực trở thành phim điện ảnh thứ sáu và là phim siêu anh hùng đầu tiên đạt doanh thu toàn cầu trên 2 tỷ USD, đồng thời phá vỡ nhiều kỷ lục phòng vé khác. Tác phẩm cũng trở thành phim điện ảnh có doanh thu cao nhất năm 2018 và xếp thứ tư trong danh sách phim điện ảnh có doanh thu cao nhất mọi thời đại. Hiệu ứng hình ảnh của bộ phim nhận các đề cử tại giải Oscar lần thứ 91, giải Critics' Choice lần thứ 24 và giải BAFTA lần thứ 72. Phần phim tiếp nối, Avengers: Hồi kết, đã được công chiếu vào tháng 4 năm 2019.

## Nội dung
Sau khi lấy được Viên đá Sức mạnh, một trong sáu Viên đá Vô cực từ hành tinh Xandar, Thanos cùng các con nuôi - Ebony Maw, Cull Obsidian, Proxima Midnight và Corvus Glaive - tấn công tàu Statesman đang chở theo những cư dân tị nạn Asgard, sát hại một nửa số người ở đây. Thanos tra tấn Thor nhằm buộc Loki giao nộp Viên đá Không gian ẩn chứa trong khối Tesseract. Hulk cố gắng ngăn cản nhưng cũng bị Thanos đánh bại chóng vánh. Heimdall trong lúc thoi thóp đã kịp sử dụng sức mạnh của cầu Bifröst để đưa Hulk trở về Trái Đất, rồi ông bị Thanos phát hiện và đâm chết,. Loki giả vờ đầu hàng hòng giết Thanos, để rồi chịu chung kết cục với Heimdall. Thanos sau đó phá hủy con tàu để Thor trôi dạt ngoài vũ trụ.
Hulk rơi xuống Thánh đường Sanctum Sanctorum ở Thành phố New York và biến trở lại thành Bruce Banner. Anh cảnh báo Doctor Strange và Wong về kế hoạch tiêu diệt sự sống một nửa vũ trụ của Thanos, và họ gọi Tony Stark đến trợ giúp. Ngay sau đó, Ebony Maw và Cull Obsidian dùng tàu không gian tấn công New York nhằm trấn lột Viên đá Thời gian của Strange. Spider-man, tức Peter Parker cũng xuất hiện và tham chiến bảo vệ New York (mặc dù công việc đòi hỏi Spider-man phải ở lại New York), nhưng Hulk không chịu ra mặt dù Banner cố năn nỉ. Do không lấy được Viên đá Thời gian, Maw bắt Strange lên tàu của hắn. Tony và Peter lần theo dấu Strange lên tàu Maw.
Nghĩ rằng Thor đã chết, Banner cố liên lạc với Steve Rogers tìm sự trợ giúp, còn Wong ở lại để tiếp quản bảo vệ Thánh đường. Tại Edinburgh, Vision và Wanda Maximoff bị Corvus Glaive và Proxima Midnight phục kích để lấy cắp Viên đá Tâm trí trên trán Vision. Vision bị đâm xuyên người khiến anh gần như mất khả năng chiến đấu, hoàn cảnh ngặt nghèo dồn Wanda vào đường cùng. Trước khi Wanda dùng đòn phép quyết tử với bọn họ, thì nhóm Steve Rogers, Natasha Romanoff và Sam Wilson bất ngờ xuất hiện đánh bị thương Corvus và Proxima. Nhưng 2 tên này lại chạy thoát. Steve đưa vợ chồng Vision & Wanda quay về căn cứ của đội Avengers, hội ngộ James Rhodes và Banner. Romanoff cho biết hiện tại không thể liên lạc với Clint Barton và Scott Lang vì họ đang chịu án quản thúc tại gia. Rogers gợi ý mọi người đưa Vision đến vương quốc Wakanda để nhờ trợ giúp tháo Viên đá Tâm trí ra khỏi trán anh mà không làm tổn hại đến anh.
Nhóm Vệ binh dải Ngân Hà tìm thấy Thor khi họ bắt được tín hiệu khẩn cấp từ tàu Statesman. Thor đoán Thanos sẽ tìm đến Viên đá Hiện thực nằm trong tay Collector ở Knowhere. Vì vậy, đội vệ binh chia ra hai nhóm:
- Thor, Rocket và Groot tới hành tinh Nidavellir để lấy vũ khí có thể giết được Thanos. Khi tới nơi, họ mới biết nơi này đã gần như bị bỏ hoang hoàn toàn, chỉ còn một người Dwarf sống sót duy nhất là tộc trưởng Eitri. Nguyên do trong lúc nhà Odin đang bận nội chiến ở Asgard, không có ai bảo vệ Nidavellir, và Thanos đã thừa cơ ép họ chế tạo Găng tay Vô Cực cho hắn. Sau khi có được chiếc găng, Thanos bội tín, tàn sát cả chủng tộc Dwarf, ngoại trừ Eitri chỉ bị chặt tay. Do đó, Thor, Rocket và Eitri đã hợp sức tạo ra vũ khí như Thor mong muốn là chiếc rìu Stormbreaker, với cán rìu được làm bằng cánh tay của Groot.
- Peter, Gamora, Drax và Mantis tới Knowhere với hi vọng nhanh tay hơn Thanos. Nhưng tại đây, Thanos đã dàn dựng ảo ảnh bao trùm cả khu vực bằng Viên đá Thực tại mà hắn cướp được từ trước, rồi phục kích cả đội và bắt cóc Gamora về tàu của mình.

Biết Gamora nói dối mình không tìm thấy Viên đá Linh hồn, Thanos doạ giết Nebula, người đã bị bắt sau khi mưu sát hắn không thành. Gamora đành phải khai ra vị trí của viên đá là hành tinh Vormir và dẫn đường cho hắn đến nơi. Tại đây, họ gặp thủ hộ của Viên đá Linh hồn là Red Skull và biết được rằng ai muốn có viên đá phải mất đi người mà mình thật lòng yêu thương. Thanos đành ném Gamora xuống vực sâu để có được viên đá.
Nebula sau khi trốn thoát đã gửi một tín hiệu cho Mantis rằng cô sẽ gặp nhóm Vệ binh dải Ngân Hà ở Titan, hành tinh chết đã từng là quê hương của Thanos. Sau khi giết Maw, nhóm Tony, Peter và Strange thảo luận tránh khỏi Trái Đất, đến Titan và gặp Peter Quill, Drax và Mantis, và họ cùng nhau bàn kế hoạch tháo Găng tay Vô cực ra khỏi tay Thanos. Strange dùng Viên đá Thời gian để xem trước mười bốn triệu sáu trăm linh năm (14.000.605) tương lai khả thi của cuộc chiến với Thanos, nhưng chỉ thấy có 1 kết quả chiến thắng.
Sau khi lấy được Viên đá Linh hồn, Thanos trở về Titan đến tận nơi Strange đang giữ đá thời gian, tiết lộ động cơ là để "cứu" vũ trụ khỏi nguy cơ bị diệt vong vì sự bùng nổ dân số như đã xảy ra làm diệt vong Titan. Ngay sau đó, các siêu anh hùng phục kích và khống chế thành công Thanos, dù rất chật vật. Tony và Parker gần tháo được Găng tay Vô cực ra khỏi tay Thanos đang bị Mantis thôi miên, nhưng Quill sau khi biết Gamora đã chết liền tức giận đấm liên tiếp vào mặt Thanos, vô tình làm hắn bừng tình. Thanos dễ dàng đánh bại cả đội và đâm Stark trọng thương. Strange đầu hàng, giao nộp Viên đá Thời gian cho Thanos đổi mạng Tony. Thanos theo giao kèo nhận được đá, hắn teleport đến Wakanda vì đá tâm trí đang ở đó.
Bằng năng lực triệu hồi cầu Bifrost của rìu Stormbreaker, Thor tuần tra Cửu Giới và phát hiện bọn tuỳ tùng của Thanos đang gây chiến ở Wakanda. Đội Avengers cùng người dân ở vương quốc hợp sức chiến đấu để phòng thủ. Khi bất lợi nghiêng dần về phía các anh hùng, nhóm Thor, Rocket và Groot xuất hiện chi viện kịp thời. Nhưng nhân lúc Wanda bị nhử ra tiền tuyến, Corvus Glaive phục kích phòng thí nghiệm của Shuri, khiến Vision lại bị đẩy vào chiến trường. 3 đứa con nuôi của Thanos gồm Midnight, Obsidian và Glaive lần lượt tử trận, song Thanos xuất hiện sau đó và đánh bại lần lượt các thành viên đội Avengers đang trong vô vọng. Wanda phá hủy Viên đá Tâm trí khiến Vision bị tan xác theo, nhưng Thanos đã sử dụng Viên đá Thời gian để đảo ngược sự việc đó rồi tháo Viên đá Tâm trí còn nguyên vẹn, giết chết Vision lần thứ hai và thu thập đủ sáu Viên đá Vô cực. Sau đó, Thor bất ngờ tấn công ném rìu Stormbreaker trúng ngay ngực Thanos. Thor đang tra tấn Thanos để trả thù cho bạn anh (Heimdall), nhưng hắn vẫn còn thoi thóp và cà khịa Thor vì không nhắm vào đầu hắn. Thanos búng ngón tay, kích hoạt sức mạnh của cả sáu viên đá rồi teleport bỏ trốn, mặc dù sức mạnh của các viên đá cùng được kích hoạt khiến cả chiếc găng tay lẫn nửa cơ thể bên trái hắn bị tổn thương nặng.
Sự sống của một nửa số sinh vật trong vũ trụ lần lượt bị tiêu diệt. James "Bucky" Barnes, một nửa dân số Wakanda, T'Challa, Groot, Wanda, Wilson, Mantis, Drax, Quill, Strange và Parker lần lượt hoá thành tro bụi. Tony và Nebula còn sống sót nhưng kẹt lại trên Titan, trong khi ở Wakanda chỉ còn lại Bruce Banner, M'Baku, Okoye, Rhodes, Rocket, Steve, Natasha, Thor và một nửa lực lượng còn sống. Về phần mình, sau khi búng tay, Thanos thấy mình tạm thời được dịch chuyển vào không gian của Viên đá Linh hồn và gặp lại Gamora lúc nhỏ. Hắn nói với cô bé rằng mình đã làm được, nhưng với cái giá là "mọi thứ". Rồi hắn đến một hành tinh yên bình, ngồi sửa chữa lại các vết thương trên người.
Trong phần cảnh hậu danh đề, hàng loạt vụ tai nạn xe hơi và máy bay xảy ra do người lái tan biến. Nick Fury và Đặc vụ Maria Hill cũng trở thành nạn nhân, nhưng Fury trước khi tan biến đã kịp gửi một tín hiệu khẩn cấp cho Carol Danvers / Captain Marvel.

## Diễn viên
- Robert Downey Jr. vai Tony Stark / Iron Man (Người Sắt):
Người sáng lập ra Avengers, vốn là một thiên tài, tỉ phú, tay chơi và nhà từ thiện. Anh cũng sở hữu một bộ giáp cường lực tự chế.[6][7] Đồng đạo diễn Joe Russo giải thích rằng Stark "nhận thấy có một mối đe dọa lớn đang tới gần, vậy nên anh luôn cố gắng giữ an toàn cho Trái Đất bằng tất cả khả năng của mình".[8] Downey bổ sung thêm rằng Stark ở phần phim này có mục tiêu nhỏ hơn so với các phim điện ảnh trước đó.[9]
- Chris Hemsworth vai Thor (Thần sấm):
Một thành viên Avenger và là vua của vương quốc Asgard, vốn dựa theo một vị thần cùng tên trong thần thoại Bắc Âu.[10] Joe Russo cho biết tuyến truyện của Thor diễn ra ngay sau các sự kiện trong Thor: Tận thế Ragnarok (2017), tại "một nơi rất thú vị" với "tinh thần đầy khí thế".[11] Với sự giới thiệu của Hemsworth, bộ đôi biên kịch Christopher Markus và Stephen McFeely đã tham khảo ý kiến đạo diễn Taika Waititi và nhà biên kịch Eric Pearson của Thor: Tận thế Ragnarok để mang các yếu tố bi thương và hài hước từ hình ảnh Thor mới trong bộ phim.[12]
- Mark Ruffalo vai Bruce Banner / Hulk (Người khổng lồ xanh):
Một thành viên Avenger và là nhà khoa học thiên tài sau khi bị phơi nhiễm phóng xạ gamma trong một vụ nổ ở phòng thí nghiệm, có thể biến hình thành người khổng lồ xanh khi tức giận hoặc bị kích động.[13][14] Banner dành cả thời lượng bộ phim để tái hòa nhập với đội Avengers và "chứng minh cho mọi người thấy sự nguy hiểm của Thanos".[15] Joe Russo cho rằng việc Hulk từ chối xuất hiện trong hầu hết thời lượng tác phẩm một phần là do hắn sợ, nhưng cũng một phần khác là do hắn nhận ra rằng "Banner chỉ cần Hulk để chiến đấu. Tôi nghĩ là [Hulk] đã cứu sống Banner quá đủ rồi". Russo cũng thêm rằng việc này "phản chiếu lại cuộc hành trình từ Tận thế Ragnarok... khi mà hai nhân vật này luôn trong trạng thái xung đột lẫn nhau để tranh giành quyền kiểm soát".[16] Sự xuất hiện của Banner trong phim tiếp nối câu chuyện của nhân vật vốn đang được xây dựng từ Thor: Tận thế Ragnarok và kết thúc trong Avengers: Hồi kết,[17] mà trong đó lằn ranh khác biệt giữa Hulk và Banner "bắt đầu trở nên mờ dần". Ruffalo miêu tả Hulk trong Avengers: Cuộc chiến vô cực là điên khùng như một đứa trẻ năm tuổi.[15]
- Chris Evans vai Steve Rogers / Captain America (Đội trưởng Mỹ):
Thủ lĩnh phe Avengers tự do, thành viên đầu tiên của Avengers. Vốn là cựu chiến binh của Thế chiến II, Rogers đã được nâng cao khả năng của cơ thể qua một cuộc thử nghiệm huyết thanh và bị đóng băng trong suốt 70 năm trước khi tỉnh dậy ở thế giới hiện tại.[10] Joe Russo cho biết sau các sự kiện của Captain America: Nội chiến siêu anh hùng (2016), Rogers luôn đấu tranh với ý nghĩ nên có trách nhiệm với chính bản thân mình hay phải có trách nhiệm với những người xung quanh. Trong phim, Steve Rogers mang hiện thân của nhân cách Nomad từ nguyên tác truyện tranh[18] và được Shuri tặng cho đôi găng tay vibranium để thay thế chiếc khiên cũ.[19] Trong bản thảo ban đầu của bộ phim, Rogers chỉ xuất hiện ở gần cuối phim khi anh cứu Vision khỏi Corvus Glaive tại Wakanda. Markus và McFeely bị cho là "điên" khi phải chờ đợi lâu như thế để giới thiệu Rogers, và cuối cùng họ đi đến kết luận rằng ý tưởng trên không phải là một cách tiếp cận hợp lý.[20]
- Scarlett Johansson vai Natasha Romanoff / Black Widow (Góa phụ đen):
Gián điệp được đào tạo chất lượng cao, là thành viên Avenger theo phe Rogers và cũng là cựu điệp viên của S.H.I.E.L.D.[21][22] Johansson cho biết sau Captain America: Nội chiến siêu anh hùng, Romanoff đang trải qua "khoảng thời gian u ám. Tôi sẽ nói là nhân vật của tôi đã hi vọng rất nhiều, nhưng tôi nghĩ rằng cô ấy cũng đang dần trở nên tàn nhẫn hơn rất nhiều so với trước đây."[23]
- Benedict Cumberbatch vai Bác sĩ Stephen Strange / Sorcerer Supreme (Phù thủy tối thượng):
Nguyên là một bác sĩ giải phẫu thần kinh, sau một tai nạn giao thông đã lên đường tìm phương thuốc chữa trị và khám phá ra thế giới phép thuật cùng các chiều không gian khác và trở thành Bậc thầy Nghệ thuật Thần bí.[24] Markus và McFeely miêu tả Strange "cuối cùng lại là người có ích nhất trong căn phòng" với "góc nhìn bao quát nhất".[25] Aaron Lazar đóng thế cho Cumberbatch cho tới khi anh hoàn thành công tác quay phim cho Trận chiến ánh sáng (2017). Khi đó, Cumberbatch thực hiện lại các cảnh quay cần tới sự xuất hiện của khuôn mặt.[26] Julian "JayFunk" Daniels hỗ trợ Cumberbatch với các động tác finger-tutting.[27]
- Don Cheadle vai James "Rhodey" Rhodes / War Machine (Cỗ máy chiến tranh):
Thượng tá Không quân Hoa Kỳ và là một Avenger điều khiển bộ giáp War Machine.[28] Sau thương tật trong Captain America: Nội chiến siêu anh hùng, Rhodes được Stark tặng cho các bộ phận máy nhằm hỗ trợ việc đi lại, dù Rhodes khá lưỡng lự trong việc giữ lại bộ giáp War Machine hay tái gia nhập Avengers vì thương tật. Cheadle tin rằng mối quan hệ giữa Rhodes và Stark ngày càng trở nên "sâu đậm hơn" sau vụ tai nạn, "Tôi nghĩ Tony thấy rằng mình có lỗi và cần có trách nhiệm với việc đó. Nhưng cũng cần phải nói lại rằng, anh ấy luôn giúp đỡ tôi theo cách riêng của mình".[29]
- Tom Holland vai Peter Parker / Spider-Man (Người Nhện):
Một thiếu niên do Stark dẫn dắt, có những khả năng giống loài nhện sau khi bị một con nhện nhiễm phóng xạ cắn.[8] Downey giúp đỡ Holland trong phân cảnh hi sinh của cậu, vốn không được chỉ ra rõ ràng trong kịch bản. Anthony Russo nói, Downey "đặt nhiều cảm xúc vào đó, và cứ đến chỗ Tom và nói, 'Cháu không muốn đi là vì cháu còn là một đứa trẻ. Và cháu đang sử dụng sức mạnh của Người Nhện để chiến đấu với điều đó. Và đó chính là phần diễn xuất cháu phải thực hiện".[30]
- Chadwick Boseman vai T'Challa / Black Panther (Chiến binh báo đen):
Vua của quốc gia châu Phi Wakanda có được sức mạnh nhờ uống Tâm hình thảo.[22][31] Boseman cùng với dàn diễn viên từ Black Panther: Chiến binh Báo Đen (2018) đảm nhiệm các vai diễn cư dân Wakanda và thể hiện bài ca chiến tranh trước mỗi trận chiến ở Wakanda. Dù quá trình ghi hình của cả Black Panther: Chiến binh Báo Đen lẫn Avengers: Cuộc chiến vô cực được diễn ra cùng thời điểm, anh em nhà Russo lại không lường trước được chi tiết về bài ca chiến tranh vì họ chưa từng xem các cảnh quay từ Black Panther: Chiến binh báo đen. Cả hai đều cho rằng bài ca ấy "cực kỳ ngầu".[32]
- Paul Bettany vai Vision:
Người máy và cũng là một thành viên Avenger được tạo ra nhờ trí tuệ nhân tạo J.A.R.V.I.S., Ultron và Viên đá Tâm trí.[24] Anthony Russo gọi Vision là "một MacGuffin sống. Rõ ràng, điều này vô cùng giá trị vì tính mạng của Vision đang gặp nguy hiểm, và tính mạng anh lại đối lập với mục tiêu của Thanos, vì vậy một thứ gì đó cần phải được hi sinh".[23]
- Elizabeth Olsen vai Wanda Maximoff:
Thành viên Avenger theo phe Rogers có thể sử dụng phép thuật, thuật thôi miên và telekinesis.[33]
- Anthony Mackie vai Sam Wilson / Falcon (Chim Ưng):
Thành viên Avenger theo phe Rogers, từng là một cứu hộ viên thuộc Không quân Hoa Kỳ được quân đội huấn luyện cho chiến đấu trên không bằng cách sử dụng đôi cánh được thiết kế đặc biệt.[34] Mackie cho biết Wilson có ác cảm với các anh hùng khác như Người Sắt và Black Panther sau các sự kiện trong Captain America: Nội chiến siêu anh hùng.[23]
- Sebastian Stan vai James Buchanan "Bucky" Barnes / Winter Soldier (CHiến binh mùa đông):
Cựu chiến binh và là bạn thân cũng như đồng minh của Rogers, từng là một sát thủ bị tẩy não và bị cho là đã tử trận trong Thế chiến II.[35] Barnes, từng biết đến với tên Winter Soldier, được những người dân Wakanda giúp đỡ tháo gỡ lập trình Hydra và gọi bằng tên White Wolf.[19]
- Tom Hiddleston vai Loki:
Em trai nuôi của Thor, vốn dựa theo một vị thần cùng tên trong thần thoại Bắc Âu.[36]
- Idris Elba vai Heimdall:
Người Asgard từng canh gác Cầu Bifröst, vốn dựa theo một vị thần cùng tên trong thần thoại Bắc Âu.[37]
- Peter Dinklage vai Eitri:
Vua của các Người lùn ở Nidavellir, đồng thời là một thợ vũ khí, dựa theo một người lùn cùng tên trong thần thoại Bắc Âu.[38]
- Hoàng Khải Hoàng vai Vương:
Bậc thầy Nghệ thuật Thần bí, có nhiệm vụ bảo vệ các di tích và tri thức thuộc Kamar-Taj.[39]
- Pom Klementieff vai Mantis:
Thành viên nhóm Vệ binh dải Ngân Hà với năng lực liên quan tới cảm xúc.[40]
- Karen Gillan vai Nebula:
Con gái nuôi của Thanos được nuôi dạy cùng với chị mình là Gamora.[41]
- Dave Bautista vai Drax:
Thành viên nhóm Vệ binh dải Ngân Hà và là chiến bình đang tìm Thanos để trả thù cho gia đình.[42] Cuối mỗi ngày quay phim Bautista đều phải ngồi trong phòng tắm hơi để tẩy lớp hóa trang.[43]
- Zoe Saldana vai Gamora:
Thành viên nhóm Vệ binh dải Ngân Hà và là đứa trẻ mồ côi từ thế giới ngoài hành tinh được Thanos nuôi dạy, đang tìm cách chuộc lỗi cho tội ác trong quá khứ mình đã gây ra.[44] Ariana Greenblatt vào vai Gamora lúc nhỏ.[45]
- Vin Diesel vai Groot:
Thành viên nhóm Vệ binh dải Ngân Hà có hình dáng giống thân cây.[46] Giám đốc sản xuất James Gunn giải thích rằng trong phần phim này Groot vẫn chỉ là một thiếu niên, giống hệt như trong cảnh after-credit của Vệ binh dải Ngân Hà 2 (2017).[47] Terry Notary đảm nhiệm phần ghi hình chuyển động cho Groot và cho biết nhân vật này đang trong "độ tuổi mới lớn, vậy nên bạn có thể thấy thanh niên ấy đang cố tìm kiếm một người hướng dẫn để có thể học hỏi và bắt chước theo".[48]
- Bradley Cooper vai Rocket:
Thành viên nhóm Vệ binh dải Ngân Hà, vốn là một gấu mèo chuyên săn tiền thưởng, đồng thời cũng là một lính đánh thuê kiêm chuyên gia vũ khí và chiến thuật chiến đấu.[49] Sean Gunn tiếp tục là người đóng thế cho Rocket trong quá trình quay phim, với diễn xuất và biểu cảm của anh được sử dụng cho chuyển động và biểu cảm của nhân vật.[50][51]
- Gwyneth Paltrow vai Virginia "Pepper" Potts:
Hôn thê của Stark và là CEO của Stark Industries.[52] Downey cảm thấy rằng "Pepper vẫn là trái tim của câu chuyện về Người Sắt", vốn không phải là điểm chính của một số bộ phim trước đó có nhân vật Stark tham gia. Downey tiếp tục, "chúng tôi muốn quay lại sự thật đó. Không phải chỉ cho họ, mà hãy xem xem điều đó có thể thêm vào những thứ xứng đáng để đấu tranh cho không".[9]
- Benicio del Toro vai Taneleer Tivan the Collector:
Một trong những Elders of the Universe bị ám ảnh với việc cất giữ đồ đạc và là nhà sưu tập các di tích và sinh vật thiên hà lớn nhất vũ trụ.[53]
- Josh Brolin vai Thanos:
Lãnh chúa liên thiên hà từ hành tinh Titan đang tìm kiếm đủ sáu Viên đá Vô cực để tiêu diệt một nửa sự sống[54][55][56] nhằm "tái cân bằng toàn vũ trụ".[57] Nhà sản xuất Kevin Feige cho biết Thanos tin rằng vũ trụ đang trong thời kỳ bùng nổ dân số, việc đó dẫn tới sự diệt vong như đã xảy ra với mặt trăng Titan vốn là nơi hắn sinh ra, và hắn thề sẽ không để điều đó xảy ra một lần nữa.[56] Feige nói, "bạn đã đi quá xa để có thể nói hắn là nhân vật chính" của phần phim.[58] McFeely miêu tả rằng Thanos ngoài việc là một nhân vật chính, thì bộ phim này chính là "cuộc hành trình anh hùng" của hắn, "Một phần của bộ phim này chính là thứ có ý nghĩa lớn nhất đối với hắn. Chúng tôi muốn cho các bạn thấy điều đó. Đó không chỉ là sức mạnh; đó không chỉ là một tư tưởng; đó chính là con người".[25] Brolin so sánh Thanos với "Quasimodo của thời đại này" và tiểu thuyết Mùi hương: Chuyện một kẻ giết người, vì Thanos từ khi sinh ra đã có vẻ ngoài dị dạng và bị cho là "quái đản" trên Titan,[59] trong khi đó Joe Russo lại dẫn chiếu tới tác phẩm Bố già (1972), điều này Brolin cho rằng đã giúp "cảm xúc hóa mọi thứ".[60] Brolin ngoài ra cũng cho biết ông thích vai diễn Thanos hơn Cable trong Deadpool 2 (2018) vì khối lượng công việc đã phải hoàn thành để sáng tạo nên nhân vật này.[61] Thanos không mặc giáp trong suốt phần phim và đây là biểu trưng cho việc sức mạnh của hắn lớn dần lên sau mỗi lần hắn sở hữu thêm một Viên đá Vô cực.[62] Ngoài việc lồng tiếng cho nhân vật, Brolin cũng đảm nhiệm vai trò ghi hình chuyển động cho nhân vật trên trường quay.[63]
- Chris Pratt vai Peter Quill / Star-Lord (Chúa tể các vì sao):
Thủ lĩnh của nhóm Vệ binh dải Ngân Hà, mang một nửa dòng máu người Trái Đất và một nửa dòng máu người Celestial, vốn bị bắt cóc khỏi Trái Đất từ khi còn nhỏ và được băng cướp ngoài hành tinh Ravagers nuôi lớn.[33] Pratt miêu tả vai diễn của mình trong phim là "vai khách mời" và nói "bạn cần một chút sôi động; một chút khiếm nhã; và một chút màu mè nếu bạn muốn".[64]

Ngoài ra, nhiều diễn viên khác cũng trở lại với các vai diễn của mình trong các phim điện ảnh trước đây của Vũ trụ Điện ảnh Marvel, bao gồm Danai Gurira vào vai Okoye, người đứng đầu đội Dora Milaje; Letitia Wright vào vai Shuri, em gái của T'Challa; William Hurt vào vai Thaddeus Ross, Bộ trưởng Ngoại giao Hoa Kỳ; Kerry Condon lồng tiếng cho F.R.I.D.A.Y., trí thông minh nhân tạo trong bộ giáp của Tony Stark; Winston Duke vào vai M'Baku, lãnh đạo của bộ lạc miền núi Jabari ở Wakanda; Florence Kasumba vào vai Ayo, một thành viên của đội Dora Milaje; Jacob Batalon vào vai Ned, bạn của Peter Parker; Isabella Amara vào vai Sally, bạn cùng lớp với Parker; Tiffany Espensen vào vai Cindy, bạn cùng lớp với Parker; và Ethan Dizon vào vai Tiny, cũng là một người bạn cùng lớp với Parker. Trong cảnh post-credit của phim, Samuel L. Jackson và Cobie Smulders đảm nhiệm hai vai diễn khách mời Nick Fury và Maria Hill, cựu giám đốc và phó giám đốc của tổ chức SHIELD.
Các tay sai của Thanos, trong truyện tranh được gọi chung là nhóm Black Order và trong phim là "Những đứa con của Thanos", bao gồm Terry Notary vào vai Cull Obsidian, Tom Vaughan-Lawlor vào vai Ebony Maw, Carrie Coon vào vai Proxima Midnight và Michael James Shaw vào vai Corvus Glaive. Bộ tứ đảm nhiệm công tác lồng tiếng và ghi hình chuyển động cho nhân vật của mình trên phim trường. Do Coon đang mang thai trong quá trình ghi hình, cô chủ yếu ghi hình khuôn mặt cho Proxima Midnight cùng một vài phân cảnh cần ghi hình chuyển động, còn nữ diễn viên đóng thế Monique Ganderton đảm nhiệm các công việc còn lại trên trường quay. Nhân dạng của Ebony Maw được lấy ý tưởng từ Mephisto, nhân vật xuất hiện trong mạch truyện Infinity Gauntlet của Marvel Comics.
Ross Marquand lồng tiếng cho Johann Schmidt / Red Skull, cựu chỉ huy của HYDRA trong Thế chiến II, bị Viên đá Không Gian giết chết và lưu đày linh hồn tới Vormir để trở thành thủ hộ của Viên đá Linh Hồn. Marquand thay thế Hugo Weaving do Weaving từ chối đảm nhiệm lại vai diễn từ Captain America: Kẻ báo thù đầu tiên (2011) này. Red Skull được tạo ra nhờ công nghệ CGI và do một diễn viên đóng thế thủ vai trên trường quay. Stan Lee, người đồng sáng tạo của Avengers, có xuất hiện dưới tư cách khách mời trong vai tài xế lái xe đưa đón học sinh của trường Parker, trong khi nhà biên kịch Stephen McFeely xuất hiện trong vai phụ tá của Thư ký Ross. Kenneth Branagh, đạo diễn của Thor (2011), lồng tiếng cho một cư dân Asgard. David Cross được mời đảm nhiệm vai diễn khách mời Tobias Fünke, một nhân vật từ phim truyền hình Arrested Development do anh tham gia diễn xuất mà anh em nhà Russo trước đó từng tham gia sản xuất. Dù Cross không thể thực hiện vai diễn này do xung đột lịch làm việc nhưng Fünke vẫn xuất hiện trong phim dưới dạng một mẫu vật trong bộ sưu tập của Collector. Giám đốc sản xuất Jon Favreau cũng trở lại với vai diễn Happy Hogan, còn đồng đạo diễn Joe Russo xuất hiện trong vai một thợ săn ảnh, tuy nhiên phân cảnh này đã bị cắt khỏi bản phim chiếu rạp.

## Sản xuất

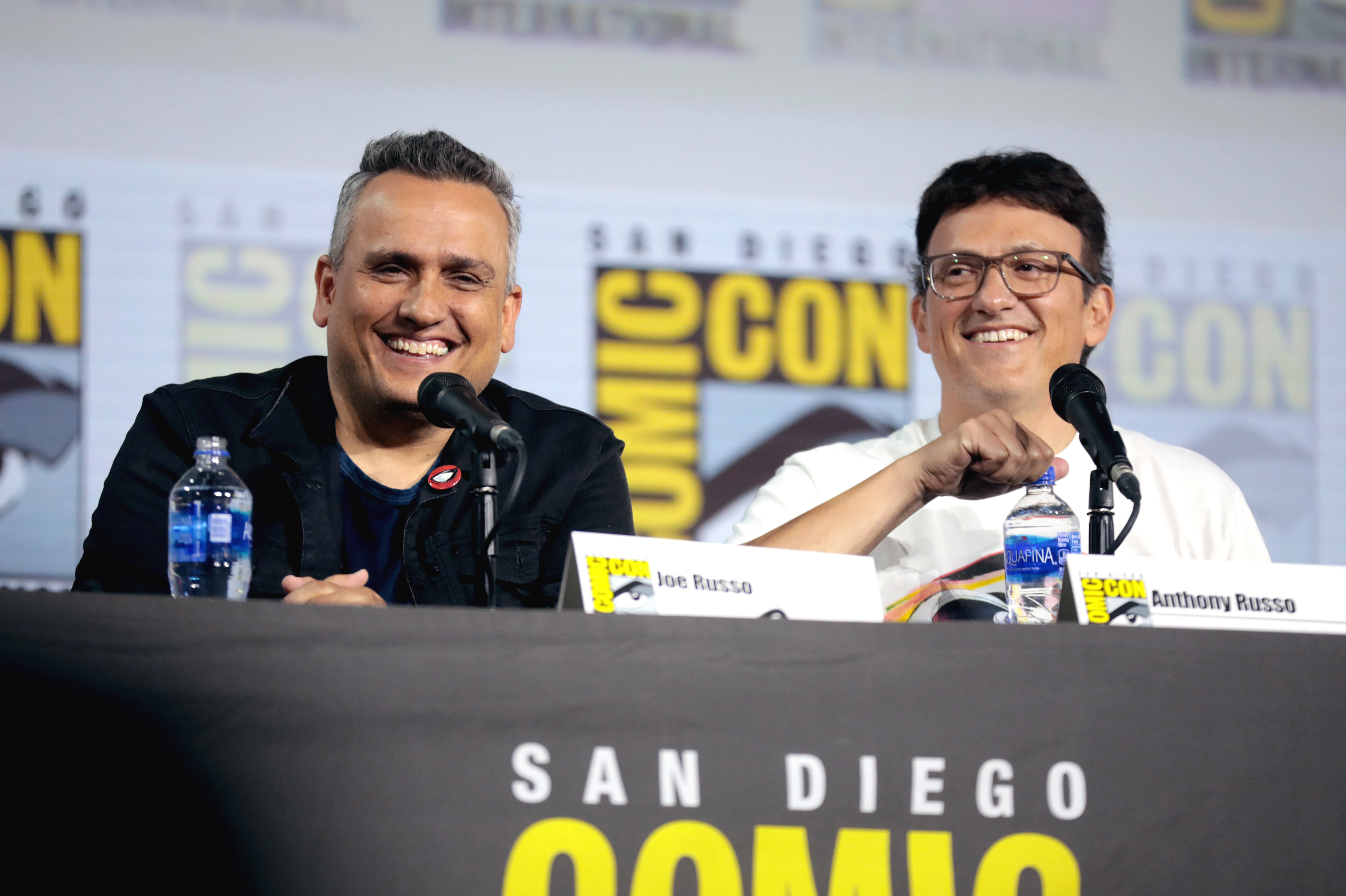
Anh em nhà Russo, hai vị đạo diễn của Cuộc chiến vô cực.

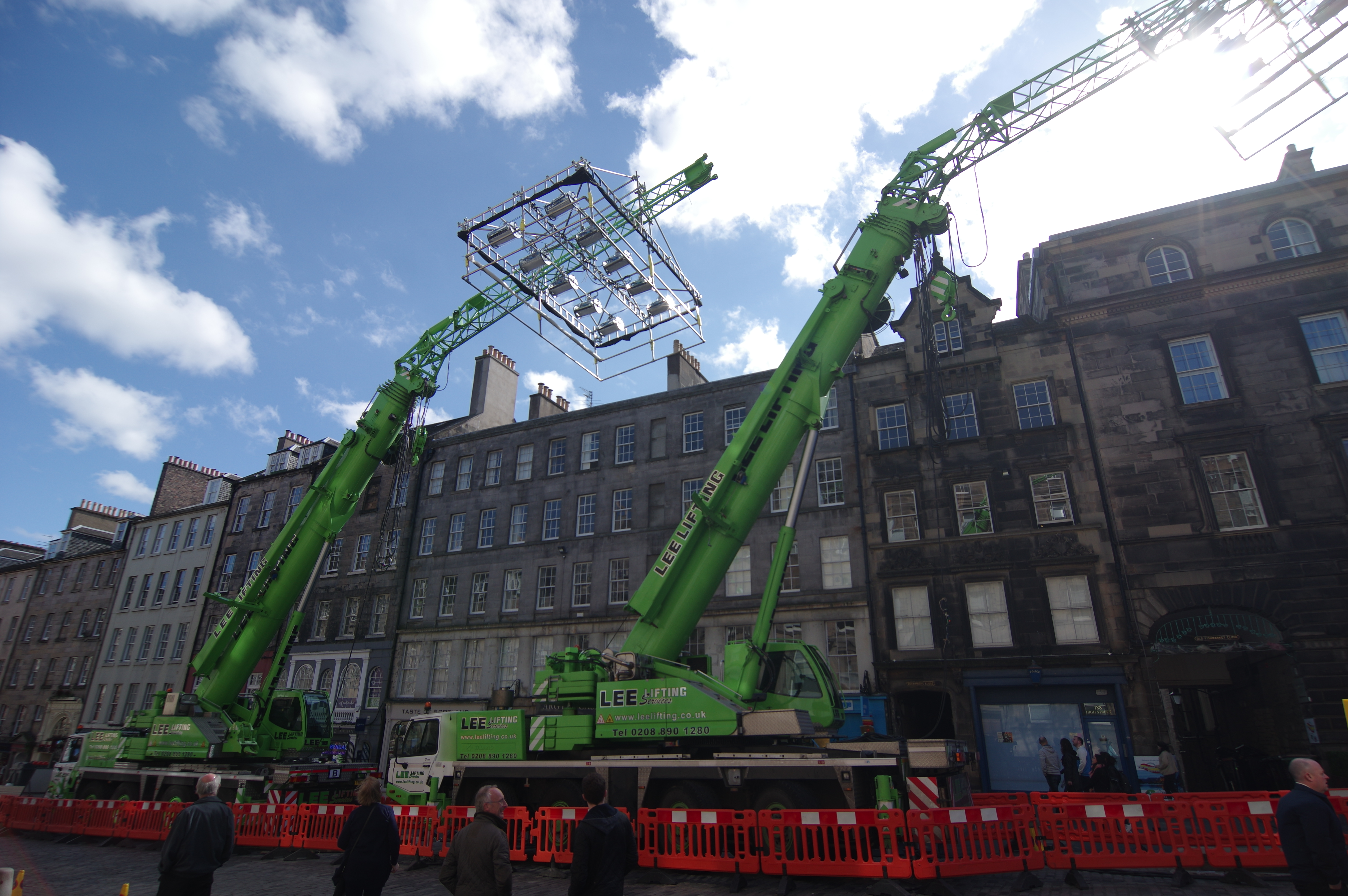
Trường quay tại Edinburgh

Tháng 10 năm 2014, Marvel công bố sẽ có hai phần hậu truyện để tiếp nối Avengers: Đế chế Ultron (2015); phần đầu có tựa là Avengers: Cuộc chiến vô cực – Phần 1 dự kiến phát hành vào ngày 4 tháng 5 năm 2018, còn Phần 2 lên lịch vào ngày 3 tháng 5 năm 2019. Tháng 4 năm 2015, Marvel cho biết Anthony và Joe Russo sẽ giữ vai trò chỉ đạo cho cả hai phần phim Cuộc chiến vô cực, với lịch ghi hình bắt đầu vào năm 2016. Ở tháng kế tiếp, Christopher Markus và Stephen McFeely đã ký hợp đồng để chắp bút kịch bản cho hai phần phim, vốn lấy cảm hứng từ hai đầu truyện tranh The Infinity Gauntlet của Jim Starlin (1991) và Infinity của Jonathan Hickman (2013). Anthony Russo cho biết thêm rằng tác phẩm sử dụng chất liệu lấy cảm hứng từ dòng phim trộm cướp của thập niên 1990, trong đó mô tả "Thanos đập phá để [giành lấy các Viên đá Vô cực] và mọi người đều cố gắng để bắt kịp [diễn biến] của phim." Nhà sản xuất Kevin Feige cho biết các phần Cuộc chiến vô cực có tựa là Phần 1 và Phần 2 vì "cả hai đều sở hữu những điểm chung... Nhưng tôi sẽ không gọi đây là một câu chuyện bị tách đôi. Tôi sẽ nói đây là hai bộ phim riêng biệt." Tháng 5 năm 2016, hai vị đạo diễn nhà Russo tiết lộ rằng họ sẽ đặt lại tựa cho hai bộ phim nhằm xóa bỏ ngộ nhận rằng chúng là một tác phẩm lớn bị chia làm hai; Joe phát biểu, "Chúng tôi định sẽ thay đổi [các tựa đề], chỉ là chúng tôi chưa nghĩ ra [tên cho chúng] thôi." Tháng 7 năm đó, Marvel cho hay tựa của Phần 1 sẽ được rút gọn đơn giản thành Avengers: Cuộc chiến vô cực.
Quá trình ghi hình chính khởi động vào ngày 23 tháng 1 năm 2017 với tựa sản xuất là Mary Lou tại xưởng phim Pinewood Atlanta Studios ở Fayette County, Georgia với Trent Opaloch giữ vai trò chỉ đạo quay phim. Avengers: Cuộc chiến vô cực cùng với Avengers: Hồi kết đều sử dụng máy quay 2D IMAX/Arri, đánh dấu lần đầu tiên một bộ phim dài chiếu rạp của Hollywood được ghi hình hoàn toàn bằng máy ghi hình kĩ thuật số IMAX. Đầu tháng 2, Marvel xác nhận sự có mặt của Robert Downey Jr. trong vai Tony Stark/Người Sắt, Chris Pratt vai Peter Quill/Star-Lord và Tom Holland vai Peter Parker/Người Nhện trong phim. Công tác ghi hình bổ sung được thực hiện tại Scotland từ tháng 2 năm 2017, trong đó việc ghi hình ngoại cảnh được thực hiện tại Edinburgh, Glasgow và các vùng cao nguyên Scotland, còn khâu ghi hình nội cảnh thực hiện tại Wardpark Studios ở Cumbernauld. Cuối tháng 6 năm 2017, các nhà quay phim tiến hành ghi hình tại khu kinh doanh Atlanta cũng như Công viên Trung tâm của Atlanta vào đầu tháng 7, trước khi chuyển đến Queens, New York vào giữa tháng đó. Phim đóng máy vào ngày 14 tháng 7 năm 2017. Đối với cảnh kết phim mà Thanos định cư tại một túp lều nipa, các nhà làm phim đã hợp tác với xưởng phim Indochina Productions của Thái Lan để có quyền sở hữu các trích đoạn chiếu những khu ruộng bậc thang Banaue ở Ifugao, Philippines.
Sau đó vào tháng 7 năm 2017, Joe Russo cho biết có một vài cảnh chưa hoàn tất của Avengers: Cuộc chiến vô cực sẽ được ghi hình trong "vài tháng kế tiếp". Đầu tháng 3 năm 2018, hãng Disney đã dời lịch chiếu Avengers: Cuộc chiến vô cực tại Hoa Kỳ đến ngày 27 tháng 4 năm 2018, tức cùng tuần khởi chiếu phim tại một số thị trường quốc tế. Nhiều công ty như Industrial Light & Magic, Framestore, Method Studios, Weta Digital, DNEG, Cinesite, Digital Domain, Rise, Lola VFX và Perceptio đã thực hiện hiệu ứng kĩ xảo cho bộ phim. Với kinh phí ước tính rơi vào khoảng 316–400 triệu USD, đây là một trong những dự án điện ảnh đắt đỏ nhất mọi thời đại. Hai diễn viên Evans và Hemsworth đều nhận được 15 triệu USD cho bộ phim.

## Âm nhạc
Tháng 6 năm 2016, tác giả nhạc nền cho Biệt đội siêu anh hùng (2012)–nhà soạn nhạc Alan Silvestri được tiết lộ sẽ trở lại sáng tác nhạc nền cho cả Cuộc chiến vô cực và Hồi kết. Silvestri bắt đầu quá trình ghi âm từ tháng 1 cho tới cuối tháng 3 năm 2018, đồng thời nhận định nhạc phẩm dành cho bộ phim là "một trải nghiệm vô cùng mới lạ so với những gì tôi đã làm trước đây, đặc biệt là về phương pháp tiếp cận và sự cân bằng trong việc thay đổi nhanh tông nhạc". Bản nhạc chủ đề của Black Panther: Chiến binh Báo Đen do Ludwig Göransson biên soạn cũng được sử dụng trong phim. Hai hãng đĩa Hollywood Records và Marvel Music đã cho phát hành các album nhạc phim trên các nền tảng nhạc số dưới hai định dạng là bản chất lượng cao và chính hãng vào ngày 27 tháng 4 năm 2018, còn những bản đĩa thường ra mắt vào ngày 18 tháng 5. Bản album chất lượng cao bao gồm phiên bản dài hơn của một số nhạc phẩm trong album gốc, đồng thời cũng bổ sung thêm một số bản nhạc mới. Alan Silvestri cũng nhận được 1 đề cử Giải Grammy cho nhạc cụ xuất sắc.
Avengers: Cuộc chiến vô cực còn sử dụng cả bản nhạc The Rubberband Man của nhóm nhạc Rhythm and blues Hoa Kỳ The Spinners khi các Vệ binh dải Ngân Hà xuất hiện.

## Tiếp thị

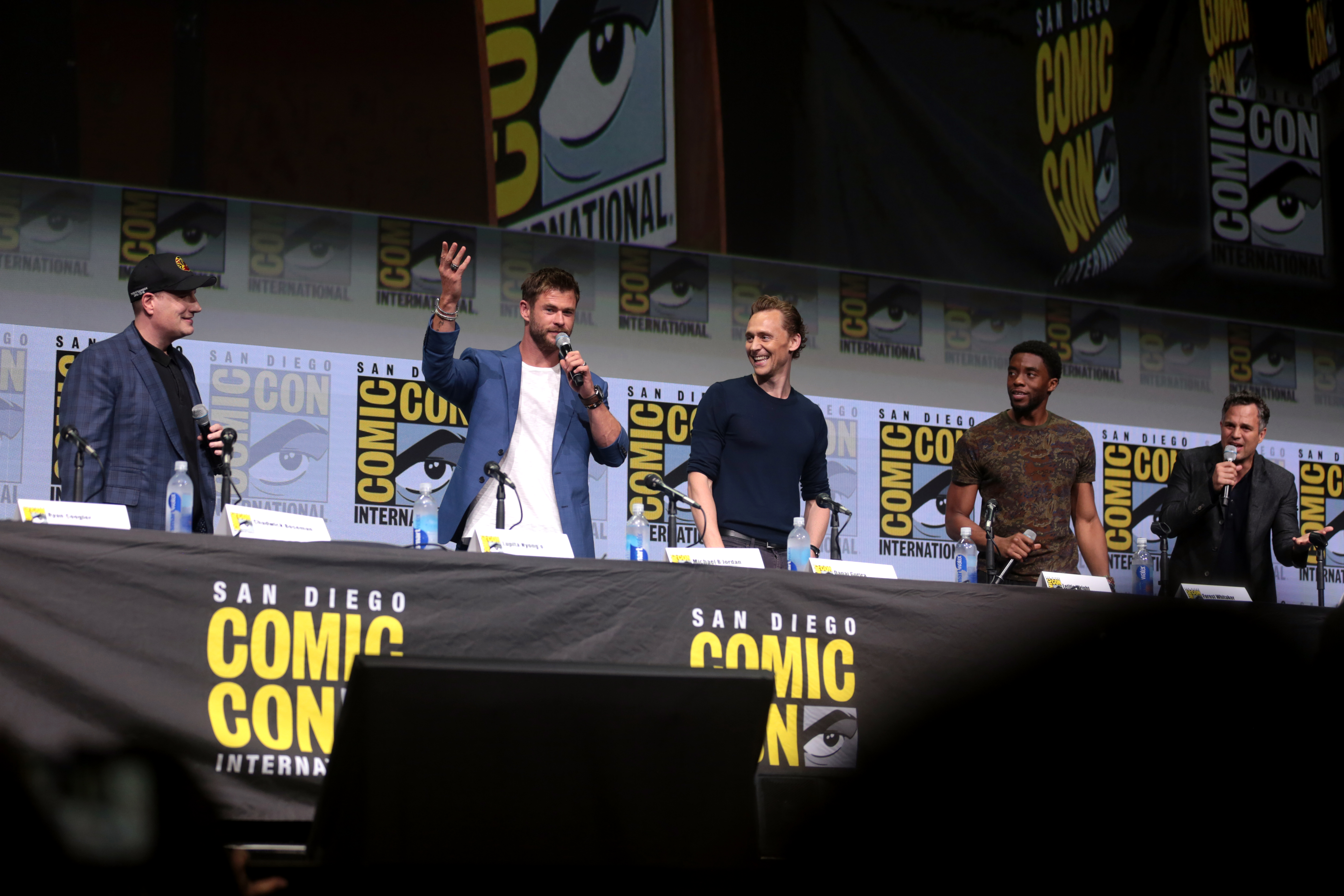
Từ trái qua phải: Kevin Feige, Chris Hemsworth, Tom Hiddleston, Chadwick Boseman và Mark Ruffalo tại sự kiện San Diego Comic-Con 2017.

Tháng 5 năm 2017, Robert Downey và tổ chức từ thiện của anh mang tên Random Act Funding đã hợp tác với Omaze để tổ chức một cuộc thi, trong đó người thắng cuộc sẽ được lựa chọn ngẫu nhiên từ những người quyên góp tiền và sẽ nhận được một chuyến thăm phim trường Cuộc chiến vô cực. Công ty kỹ xảo Legacy Effects đã chế tác một bức tượng Thanos mang kích thước thật và trưng bày nó tại sự kiện D23 Expo 2017, bên cạnh các bức tượng của Black Order/"Lũ trẻ nhà Thanos": Corvus Glaive, Proxima Midnight, Ebony Maw và Cull Obsidian. Ngoài ra, Feige, Joe Russo, Downey, Brolin, Bettany, Olsen, Klementieff, Gillan, Bautista, Cheadle, Mackie, Cumberbatch, Stan, Holland, Boseman, Ruffalo và Hemsworth đều có mặt tại D23 Expo để giới thiệu một clip đánh dấu mốc 10 năm của loạt phim MCU, bên cạnh trích đoạn ngắn từ Cuộc chiến vô cực. Trích đoạn này được chiếu độc quyền cho một nhóm khán giả và nhận được phản hồi mạnh mẽ từ họ, người hâm mộ tỏ ra phấn khích đến nỗi "đôi chân của họ nhảy cẫng lên khi xem trích đoạn kể trên." Cây viết Julia Alexander của trang web Polygon nhận xét "có quá nhiều thứ xảy ra" trong trích đoạn và "cuối cùng thì dường như Marvel đã làm phim theo cách mà hãng luôn mong muốn—và cũng là thứ mà chúng ta luôn muốn thưởng thức." Eric Eisenberg của CinemaBlend nói rằng trích đoạn làm ông "lắc lư theo đúng nghĩa đen" và phim có vẻ "là một trong những bom tấn sử thi lớn nhất từng được thực hiện." Haleigh Foutch viết cho tờ Collider miêu tả phim là một "tác phẩm điện ảnh thuần sử thi, u tối và kịch tính. Rõ ràng là Marvel đang cố làm thứ gì đó khác biệt ở đây... để xứng đáng với công kể chuyện và xây dựng thế giới trong cả một thập niên. Khó mà nói được gì từ thời lượng 2 phút của trích đoạn, [nhưng] chắc chắn rằng canh bạc trên đã thành công." Trích đoạn ngắn tại D23 còn được tái chiếu tại sự kiện San Diego Comic-Con 2017. Sau hai buổi họp mặt giới thiệu, Avengers: Cuộc chiến vô cực đã tăng hơn 90.000 cuộc thảo luận mới trên mạng xã hội trong khoảng thời gian từ ngày 17 đến 23 tháng 7; đây là bộ phim hút khách thứ ba lúc bấy giờ, xếp sau Thor: Tận thế Ragnarok và Liên minh Công lý (2017), theo thống kê từ comScore và hãng dịch vụ con là PreAct. Cuộc chiến vô cực trụ ở vị trí số ba trong tuần kế tiếp với hơn 41.000 thảo luận mới qua mạng xã hội, đứng sau Thor: Tận thế Ragnarok và Chú hề ma quái (2017). Đến tuần lễ bắt đầu từ ngày 16 tháng 10, Cuộc chiến vô cực đã có tổng cộng hơn 679.000 lượng tương tác trên mạng xã hội.
Nhằm quảng bá trailer phim đầu tiên, Marvel đã cho phát hành một video tuyển tập có chứa các phân cảnh thuộc trailer của những tác phẩm cũ kể từ Người Sắt (2008), nó "gộp những phản ứng của người hâm mộ xem video trước các trailer đó". Trailer đầu tiên cho Avengers: Cuộc chiến vô cực ra mắt trên chương trình Good Morning America vào ngày 29 tháng 11 năm 2017. Josh Spiegel của tạp chí The Hollywood Reporter nhận xét: "Phần quan trọng nhất của trailer là cách nó giới thiệu ý tưởng vừa cẩn thận vừa có chủ ý rằng những bộ phim Cuộc chiến vô cực sẽ có chức năng như việc truyền một bó đuốc, từ một Biệt đội Avengers đến một nhóm khác mới mẻ hơn". Cây bút Scott Mendelson của tạp chí Forbes lưu ý rằng dù cho trailer không khác nhiều so với trích đoạn triệu tập chiếu hồi đầu năm, nó vẫn "cực kỳ ấn tượng". Hơn thế nữa, trailer còn sử dụng bài phát biểu 'Sáng kiến Avengers' lớn của Nick Fury hòa với bản nhạc chủ đề Avengers của Alan Silvestri nhằm tạo nên một ấn tượng tuyệt vời." Trái ngược với Mendelson, Alexander bình luận về chiến lược tiếp thị khác nhau của phim giữa trích đoạn cảnh triệu tập và những cảnh trên trailer, thấy rằng "cả hai chẳng thể khác biệt hơn là bao." Cô cho rằng trích cảnh triệu tập (dự định dùng để làm hài lòng khán giả bị kích thích với những dự đoán) ra rạp giữa Vệ binh dải Ngân Hà 2 (2017) và Thor: Tận thế Ragnarok, đồng thời chú tâm chủ yếu vào Thor và đội Vệ binh, trong khi đó trailer (thiết kế để giải thích phim cho khán giả phổ thông) có sự xuất hiện chủ yếu của Black Panther và Wakanda. Alexander cho rằng chuyện này không thể thành hiện thực bởi hãng Disney đã cho bổ sung chiến lược tiếp thị cho Black Panther: Chiến binh Báo Đen diễn ra sau khi những cảnh triệu tập được bổ sung vào nội dung của trailer. Gael Cooper của CNET nhận định rằng trailer đã gần đạt mốc 500.000 lượt xem trong 15 phút đầu tiên sau khi được đăng tải lên YouTube, nhưng đặt dấu hỏi rằng liệu trailer có làm sập trang web này không sau khi bộ đếm lượt xem bị kẹt ở con số 467.331. Kế đó trailer đã được theo dõi 230 triệu lần trong 24 giờ đăng tải đầu tiên, trở thành trailer có nhiều lượt xem nhất lúc bấy giờ, phá vỡ kỷ lục của Chú hề ma quái.
Tháng 1 năm 2018, Marvel Comics đã cho xuất bản bộ truyện tranh tiền truyện dài 2 tập có tựa đề Avengers: Infinity War Prelude nhằm tạo cầu nối giữa Captain America: Nội chiến siêu anh hùng và Avengers: Cuộc chiến vô cực. Một quảng cáo cho Cuộc chiến vô cực đã lên sóng trong chương trình Super Bowl LII và tạo nên cú hích lớn nhất trên nền tảng mạng xã hội trong tất cả các bộ phim được quảng cáo theo hai đơn vị thống kê là comScore và United Talent Agency, thu hút tới 17,6 triệu lượt xem trên cả YouTube và Facebook. Ngày 27 tháng 2, Disney công bố chiến dịch từ thiện mang tên "Marvel: The Universe Unites", mở đường cho việc phát hành những sản phẩm phụ kiện đi kèm bộ phim vào ngày 3 tháng 3. Sự kiện kéo dài trong một tuần lễ, chứng kiến nhiều ngôi sao trong phim lập ra các thử thách trên mạng xã hội với mục đích quyên tiền, nâng cao nhận thức về các hoạt động thiện nguyện nhằm hỗ trợ trẻ em cùng các gia đình bị ảnh hưởng bởi những căn bệnh hiểm nghèo. Marvel dự kiến quyên góp 250.000 USD cho quỹ từ thiện Starlight Children's Foundation nếu tất cả những bài đăng này đạt 1 triệu lượt thích gộp lại, bên cạnh đó Disney dự định quyên góp 10% tổng doanh số bán hàng từ Disney Store của Marvel tại Hoa Kỳ và trên nền tảng trực tuyến vào dịp cuối tuần ngày 3 tháng 3 cho quỹ Make-A-Wish Foundation, với con số lên tới 50.000 USD. Hasbro và Funko mỗi đơn vị đã lần lượt quyên góp 1 triệu USD tiền mặt và sản phẩm cho các quỹ Give Kids the World Village và Starlight.
Ngày 16 tháng 3, trailer thứ hai của phim được đăng tải trên YouTube và chỉ mất chưa đầy 3 giờ đồng hồ để nhanh chóng vượt qua con số 1 triệu lượt xem. Alyssa Rosenberg của báo The Washington Post không quá hào hứng với một bộ phim siêu anh hùng khác có "những kẻ phản diện được đầu tư nặng về kĩ xảo hoặc cảnh một vật thể bí ẩn khác bay lơ lửng trên bầu trời Manhattan", nhưng thấy rằng trailer làm cô nhận ra "rằng tôi thật sự mong muốn được nhìn thấy [các nhân vật của MCU] làm quen với nhau". Spiegel nhất trí với Rosenberg về khoản tương tác tiềm năng giữa các nhân vật, nhưng cảm thấy "thật phô trương" khi có quá nhiều "màn giới thiệu hoặc kết hợp những anh hùng theo lối crossover trong một bộ phim điện ảnh như vậy". Trailer thứ hai cán mốc 179 triệu lượt xem trong 24 tiếng đầu tiên và trở thành trailer có nhiều lượt xem cao thứ ba lúc bấy giờ, chỉ sau trailer đầu tiên của phim và Chú hề ma quái, đồng thời là trailer thứ hai có lượng theo dõi khổng lồ nhất, xô đổ kỷ lục của Người đẹp và quái vật (2017) với 128 triệu lượt xem. Một tuần trước khi tác phẩm ra rạp, tòa nhà Burj Khalifa đã phát sáng các cảnh trong trailer phim mỗi đêm, nhằm đếm ngược thời gian mà Cuộc chiến vô cực ra mắt. Marvel còn tổ chức một số sự kiện ăn theo trên 7 trò chơi điện tử của hãng để quảng bá bộ phim. Đầu tháng 5, Marvel và Epic Games công bố mẫu "Infinity Gauntlet Limited Time Mashup" cho trò chơi điện tử Fortnite Battle Royale, nơi người chơi có thể tìm thấy Găng tay Vô cực ẩn trong bản đồ trò chơi và trở thành Thanos với những năng lực phụ đi kèm. Anh em nhà Russo cũng là người hâm mộ của Fortnite và từng tiếp cận Donald Mustard, giám đốc sáng tạo toàn cầu của Epic Games nhằm bàn về tiềm năng của một dự án crossover giữa hai nhãn hiệu trò chơi. Ngày 20 tháng 1, Little, Brown and Company đã cho xuất bản cuốn Marvel's Avengers: Infinity War: Thanos – Titan Consumed do Barry Lyga chắp bút. Mặc dù không nằm trong khối tác phẩm thuộc MCU của Marvel Studios, cuốn tiểu thuyết mang đề tài khám phá nguồn gốc của Thanos trước khi diễn ra các sự kiện trong phim. Lyga đã bàn bạc với Marvel Studios để có được "một chân dung phác thảo của Thanos và ý nghĩa của nhân vật với các bộ phim".
Tổng thể, hãng Disney đã chi khoảng 150 triệu USD cho chi phí in ấn và quảng cáo cho bộ phim. Những đối tác tiếp thị khác cho phim còn có Coca-Cola, Quicken Loans và dịch vụ Mortgage của hãng, chiếc xe Infiniti QX50 (cũng góp mặt trong phim), Ziploc, Go-Gurt, Yoplait, Synchrony Bank, American Airlines và Stand Up to Cancer. Những đối tác tạo quảng cáo trên truyền hình "lấy cảm hứng bởi hoặc có sự xuất hiện của các nhân vật hoặc chủ đề trong phim", những sáng kiến tương tác qua kĩ thuật số và sự hiện diện của nhiều mặt hàng tại nhiều cửa hàng bán lẻ. Các nhãn hàng như Duracell, Unilever, Quaker Oats Company, Chevron và Samsung đã ra sức vận động các chương trình khuyến mãi ở những thị trường quy mô nhỏ hơn. Coca-Cola, Ziploc, Go-Gurt và Yoplait cùng sáng tạo nên những vỏ bao bì đặc biệt nhằm ủng hộ Cuộc chiến vô cực: Synchrony tiến hành chiến dịch "Save Like a Hero" (Giải cứu như một người hùng), còn Stand Up to Cancer và American Airlines thì phát động chiến dịch tầm cỡ quốc gia với một phát ngôn dịch vụ công cộng (PSA), có sự xuất hiện của Johansson và Hemsworth. Tại Anh, hãng điện tử OnePlus đã cho phát hành một phiên bản Cuộc chiến vô cực nằm trong số các mặt hàng điện thoại thông minh của hãng. Tờ Deadline Hollywood ước tính chi phí tiếp thị trên truyền thông cho Cuộc chiến vô cực là 150 triệu USD, lớn nhất so với bất kì phim Marvel nào khác, riêng Coca-Cola đã góp tới khoảng 40 triệu USD.

## Phát hành

Bộ đồ uống tặng kèm khi đi xem Cuộc chiến vô cực tại rạp CGV Việt Nam.

### Chiếu rạp
Avengers: Cuộc chiến vô cực đã tổ chức buổi lễ ra mắt phim tại Nhà hát Dolby, Los Angeles vào ngày 23 tháng 4 năm 2018, kèm theo những suất chiếu ở hai rạp liền kề là El Capitan và TCL Chinese Theatre. Phim công chiếu tại nhiều quốc gia trên toàn thế giới, trong đó có Hoa Kỳ vào ngày 27 tháng 4 năm 2018; ở một số nơi tác phẩm ra mắt sớm nhất là ngày 25 tháng 4 và được chiếu bằng định dạng IMAX và 3D tại các cụm rạp chọn lọc. Tại Hoa Kỳ, bộ phim khởi chiếu tại 4.474 cụm rạp, 408 rạp trong số đó là IMAX; đây là tựa phim Disney có lượng phát hành lớn nhất từ trước đến nay và tựa phim có lượng phát hành lớn thứ hai mọi thời đại, chỉ xếp sau Kẻ trộm mặt trăng 3 (4.529 rạp). Ba trong số các cụm rạp của AMC Theatres đã cho chiếu bộ phim trong 24 giờ liên tục, 53 cụm rạp trong số đó có lịch chiếu phim vào lúc 2 giờ hoặc 3 giờ sáng nhằm phục vụ nhu cầu của khán giả. Tại Ấn Độ, đây là bộ phim Hollywood có lượng phát hành "khủng" nhất khi khởi chiếu tại gần 2.000 cụm rạp bằng 4 thứ tiếng. Tác phẩm cũng được công chiếu tại 515 cụm rạp 4DX ở 59 quốc gia. Avengers: Cuộc chiến vô cực dự kiến ra rạp tại Hoa Kỳ vào ngày 4 tháng 5 năm 2018. Lịch chiếu phim tại Trung Quốc mở màn từ ngày 11 tháng 5 năm 2018 và lúc đầu dự kiến kết thúc vào 10 tháng 6 năm 2018, nhưng rồi là trường hợp "hiếm" được gia hạn thêm 30 ngày nữa, tức đến ngày 9 tháng 7 năm 2018 mới ngừng chiếu. Tại Việt Nam, Cuộc chiến vô cực khởi chiếu toàn quốc vào ngày 25 tháng 4 năm 2018, với các đơn vị phát hành bộ phim là CGV, Galaxy Cinema, BHD Cineplex và Trung tâm chiếu phim quốc gia Hà Nội. Avengers: Cuộc chiến vô cực là tác phẩm nằm trong Giai đoạn 3 của MCU.
Những trích đoạn cắt từ bộ phim được chiếu tại nhiều thành phố trong chuyến lưu diễn của phim trước báo giới vào đầu tháng 4, ngay trước lễ ra mắt ở Loss Angeles. Bộ đôi đạo diễn nhà Russo chỉ một thời lượng giới hạn của phim sẽ được phát trong những buổi chiếu này nhằm giảm nguy cơ thông tin về tác phẩm bị rò rỉ ra ngoài. Cây viết Adam Chitwood của trang web Collider cho rằng đây là "một động thái rất bất thường bởi hầu hết các phim của Marvel đều được chiếu toàn bộ trước báo giới ngay trước khi chúng ra rạp". Ngay trước ngày khởi chiếu tại Hoa Kỳ, AMC Theatres tại thành phố New York City và Orlando, Florida đã cho phát sóng một thước phim ngắn (marathon) tóm tắt 11 tựa phim của MCU vào ngày 25 tháng 4 sau khi kết thúc một buổi chiếu Cuộc chiến vô cực. Rạp El Capitan tại Los Angeles cũng cho phát hành một thước phim tương tự lúc công chiếu bộ phim.

### Băng đĩa tại gia
Ngày 31 tháng 7 năm 2018, chi nhánh của hãng Disney là Walt Disney Studios Home Entertainment phát hành Avengers: Cuộc chiến vô cực dưới dạng phân phối trực tuyến, đến ngày 14 tháng 8 phim đã có mặt trên các định dạng Ultra HD Blu-ray, Blu-ray và DVD. Các bản đĩa kĩ thuật số và Blu-ray bao gồm cả những thước phim hậu trường, bình luận trên audio, những cảnh phim bị cắt và một cuộn phim blooper. Trong bản phim kĩ thuật số còn có ghi lại một cuộc thảo luận bàn tròn giữa các vị đạo diễn của MCU như anh em nhà Russo, Jon Favreau, Joss Whedon, James Gunn, Ryan Coogler, Peyton Reed và Taika Waititi. Về mặt doanh số bán đĩa tại gia, những bản đĩa thường của tác phẩm luôn nằm trong tốp doanh số bán đĩa tại gia của tuần mà chúng lần đầu được phát hành.
Mặc dù được ghi hình bằng máy quay IMAX và phát hành tại các cụm rạp IMAX theo tỉ lệ khung hình 1.90:1, bản băng đĩa tại gia của phim lại không chia theo khung hình trên, thay vào đó là khung 2.39:1 bị gọt cắt dùng cho những buổi chiếu phim không có IMAX. Joe Russo cho biết họ "đã dành một thời gian dài để cố" đưa bản IMAX vào bản băng đĩa, nhưng tình hình trở nên "phức tạp" bởi công ty IMAX Corporation có "chi nhánh riêng xử lý định dạng đó". Vị đạo diễn không loại trừ khả năng phiên bản này sẽ ra mắt ở một thời điểm sau này.

## Đón nhận

### Doanh thu phòng vé
Tính đến ngày 2 tháng 8 năm 2018, Avengers: Cuộc chiến vô cực thu về khoảng 678,8 triệu USD ở Hoa Kỳ–Canada và 1,370 tỷ USD ở các quốc gia khác, tổng doanh thu trên toàn thế giới là 2,048 tỷ USD. Với kỷ lục này, đây là phim có doanh thu toàn cầu cao thứ 4 mọi thời đại (sau Avatar, Titanic và Star Wars: Thần lực thức tỉnh), phim có doanh thu toàn cầu cao nhất năm 2018, phim có mức thu cao nhất của MCU và cũng là phim siêu anh hùng có doanh thu toàn cầu cao nhất mọi thời đại.
Bộ phim từng nắm kỷ lục doanh thu dịp cuối tuần khởi chiếu cao nhất trong lịch sử (640,5 triệu USD), vượt qua Fast & Furious 8 (2017) (mang về 541,9 triệu USD trong tuần đầu), trước khi bị tác phẩm kế nhiệm Avengers: Hồi kết (2019) đánh bại với doanh thu tuần mở màn là 1,481 tỷ USD. Xếp sau Avengers: Hồi kết với 5 ngày, Avengers: Cuộc chiến vô cực là tác phẩm điện ảnh cán mốc 1 tỷ USD doanh thu toàn cầu nhanh thứ hai từ trước tới nay (11 ngày), vượt qua kỷ lục của Star Wars: Thần lực thức tỉnh (2015) với 12 ngày. Trong dịp cuối tuần thứ hai, phim mang về 13,5 triệu USD từ 4DX, con số lớn nhất trong lịch sử của định dạng này. Ngày 12 tháng 6 năm 2018, doanh thu trên toàn thế giới của Avengers: Cuộc chiến vô cực vượt qua mốc 2 tỷ USD, trở thành phim có doanh thu toàn cầu cao thứ 4 mọi thời đại (sau Avatar, Titanic và Star Wars: Thần lực thức tỉnh). Với việc đạt được kỷ lục này trong vòng 48 ngày, đây là phim chạm mốc doanh thu toàn cầu 2 tỷ USD nhanh thứ hai từ trước tới nay, xếp sau kỷ lục 47 ngày của Avatar. Định dạng IMAX của phim đạt doanh thu trên toàn thế giới là 140 triệu USD, khiến Avengers: Cuộc chiến vô cực trở thành tác phẩm có mức thu toàn cầu cao thứ ba dưới định dạng IMAX (sau Avatar và Star Wars: Thần lực thức tỉnh) và là cao nhất của Vũ trụ Điện ảnh Marvel. Deadline Hollywood ước tính lợi nhuận ròng của bộ phim rơi vào khoảng 500 triệu USD, trong đó bao gồm: ngân sách sản xuất, chi phí phát hành đến các rạp và quảng bá (P&A), lương của dàn diễn viên và đoàn làm phim, các phụ phí, doanh thu phòng vé và lợi nhuận từ các định dạng phát hành khác, qua đó đứng đầu trong danh sách những bộ phim đắt giá nhất năm 2018 của tạp chí này.

#### Kỉ lục đặt trước
Tháng 12 năm 2017, kết quả khảo sát của công ty bán vé trực tuyến Fandango cho thấy Avengers: Cuộc chiến vô cực là bộ phim được mong chờ nhất năm 2018. Công ty này sau đó báo cáo rằng tác phẩm chỉ mất 6 tiếng để đánh bại Black Panther: Chiến binh Báo Đen (2018) trong việc thiết lập doanh thu đặt trước trong vòng 24 giờ cao nhất cho một bộ phim siêu anh hùng. Thậm chí theo dịch vụ bán vé trực tuyến Atom Tickets, lượng vé đặt trước trong ngày mở bán đầu tiên của Avengers: Cuộc chiến vô cực còn cao hơn so với con số này của Black Panther: Chiến binh Báo Đen trong một tháng đầu. Chỉ với 72 giờ, bộ phim chiếm lấy vị trí thứ nhất trong bảng xếp hạng doanh thu vé đặt trước cho thể loại phim siêu anh hùng tại chuỗi rạp lớn nhất thế giới AMC, cao hơn: 257,6% so với Black Panther: Chiến binh Báo Đen, 751,5% so với Captain America: Nội chiến siêu anh hùng (2016) và 1.106,5% so với Avengers: Đế chế Ultron (2015), cùng trong khoảng thời gian ba ngày. Hai tuần trước khi phát hành, Fandango tiết lộ doanh thu đặt vé trước của Avengers: Cuộc chiến vô cực đã vượt xa con số này của bảy bộ phim MCU gần đây nhất cộng lại (trong cùng khoảng thời gian), bên cạnh đó trở thành tác phẩm có mức thu cao nhất trong số những phim phát hành vào tháng 4 của công ty. Một tuần sau, nhật báo The Wall Street Journal đưa tin Avengers: Cuộc chiến vô cực bán được lượng vé đặt trước trị giá hơn 50 triệu USD, chỉ đứng sau hai phần phim Star Wars là Star Wars: Thần lực thức tỉnh và Star Wars: Jedi cuối cùng (2017), cháy vé tại hơn 2.500 rạp chiếu. Đây là bộ phim có lượng vé đặt trước nhiều nhất trên Atom Tickets, cao hơn 7% so với Star Wars: Jedi cuối cùng và 250% so với Black Panther: Chiến binh Báo Đen trong cùng khoảng thời gian mở bán. Theo hãng này, doanh thu bán vé của Avengers: Cuộc chiến vô cực tăng gấp đôi mỗi ngày trong tuần phát hành, tốc độ nhanh nhất trong số bất kì tác phẩm nào của MCU.

#### Hoa Kỳ và Canada
Vào ngày ra mắt ở thị trường Hoa Kỳ-Canada, Avengers: Cuộc chiến vô cực thu về 106,7 triệu USD (bao gồm 39 triệu USD từ các buổi chiếu thử vào thứ Năm), nâng tổng doanh thu tuần đầu lên 258,2 triệu USD. Số tiền tác phẩm mang về từ buổi chiếu thử vào thứ Năm xếp cao nhất trong tất cả các phim điện ảnh của MCU (đánh bại Avengers: Đế chế Ultron với 27,6 triệu USD) và tốt thứ tư từ trước đến nay, sau Star Wars: Thần lực thức tỉnh (57 triệu USD), Star Wars: Jedi cuối cùng (45 triệu USD) và Harry Potter và Bảo bối Tử thần – Phần 2 (2011) (43,5 triệu USD); 14 triệu trong số 39 triệu USD này đến từ lượng vé đặt trước thông qua hệ thống của Fandango. Số liệu doanh thu ngày mở màn của phim cao thứ hai trong lịch sử, chỉ thua Star Wars: Thần lực thức tỉnh với 119,1 triệu USD. Doanh thu ngày thứ Bảy (83 triệu USD) là lớn nhất từ trước đến nay, vượt qua Thế giới khủng long (2015) (69,6 triệu USD); tương tự với doanh thu ngày Chủ nhật (69,2 triệu USD) khi đánh bại 60,5 triệu USD của Star Wars: Thần lực thức tỉnh. Chênh lệch 10,2 triệu USD đưa Avengers: Cuộc chiến vô cực vượt qua Star Wars: Thần lực thức tỉnh để đứng nhất trên bảng xếp hạng tổng doanh thu dịp cuối tuần ra mắt. 22,5 triệu USD thu được từ định dạng IMAX trong tuần mở màn của Avengers: Cuộc chiến vô cực là số liệu tốt nhất trong số các bộ phim Marvel và cao thứ ba từ trước đến nay, sau Star Wars: Thần lực thức tỉnh (30 triệu USD) và Star Wars: Jedi cuối cùng (24,7 triệu USD). Chuỗi rạp AMC báo cáo rằng doanh thu thứ Sáu và thứ Bảy của tác phẩm đạt mức cao nhất trong lịch sử của công ty này, trong khi đó lượng vé trị giá xấp xỉ 84 triệu USD đã được bán thông qua dịch vụ của Fandango, chiếm khoảng 30% mức thu tuần đầu, con số cao nhất của hãng từ trước đến nay. Trong ngày thứ Hai của tuần tiếp theo, Avengers: Cuộc chiến vô cực mang về thêm 25 triệu USD, nhiều nhất cho mọi thứ Hai của tháng 4 (đánh bại 14 triệu USD của Fast & Furious 7 năm 2015) và xếp hạng nhì trong bảng xếp hạng doanh thu thứ Hai của MCU, sau Black Panther: Chiến binh Báo Đen (40,1 triệu USD). Tuy nhiên, bộ phim lại đánh bại Black Panther: Chiến binh Báo Đen (20,8 triệu USD) trong danh sách doanh thu ngày thứ Ba của MCU, đồng thời phim cũng có ngày thứ Ba của tháng 5 kiếm lời nhiều nhất khi vượt qua Biệt đội siêu anh hùng (17,6 triệu USD). Avengers: Cuộc chiến vô cực là bộ phim cán mốc 300 triệu USD nhanh nhất, chỉ với năm ngày, đẩy Star Wars: Thần lực thức tỉnh xuống hạng hai.
Bộ phim vẫn giữ vị trí số một vào dịp cuối tuần kế tiếp với 115,5 triệu USD thu được, con số cao thứ hai từ trước đến nay chỉ sau Star Wars: Thần lực thức tỉnh (149,2 triệu USD) và lại xếp sau thời gian tám ngày của Star Wars: Thần lực thức tỉnh khi mất nhiều hơn một ngày để cán mốc 400 triệu USD, đứng hạng nhì trong số các tác phẩm chạm đến con số này nhanh nhất. Cho đến cuối tuần thứ ba, Avengers: Cuộc chiến vô cực vẫn là bộ phim xếp quán quân tại phòng vé, thu về 500 triệu USD sau 15 ngày, tiếp tục xếp hạng hai sau Star Wars: Thần lực thức tỉnh (10 ngày) để chạm mốc này. Ngoài ra, doanh thu nội địa của định dạng IMAX tới cuối tuần đó là 48,1 triệu USD, là số liệu cao nhất cho bất kỳ bộ phim MCU nào. Cuối tuần thứ tư, sự có mặt của Deadpool 2 đã đẩy Avengers: Cuộc chiến vô cực xuống vị trí thứ hai. Bước sang cuối tuần thứ năm, phim tụt xuống hạng ba, đứng sau Solo: Star Wars ngoại truyện và Deadpool 2. Đến ngày 23 tháng 5, chỉ trong vòng 26 ngày, doanh thu của tác phẩm đã vượt qua mốc 600 triệu USD, trở thành bộ phim nhanh thứ hai làm được điều đó, sau Star Wars: Thần lực thức tỉnh với 12 ngày. Avengers: Cuộc chiến vô cực vẫn có tên trong top 10 cho tới cuối tuần thứ chín. Đây là phim điện ảnh có doanh thu phòng vé cao thứ tư mọi thời đại tại thị trường Hoa Kỳ và Canada và đứng thứ hai chỉ sau Black Panther: Chiến binh Báo Đen trong số các tác phẩm điện ảnh siêu anh hùng có doanh thu cao nhất.

#### Các vùng lãnh thổ khác
Bên ngoài thị trường nội địa, Avengers: Cuộc chiến vô cực mang về 382,7 triệu USD và mở màn với vị trí quán quân tại 52 quốc gia và vùng lãnh thổ, đồng thời có doanh thu quốc tế cao thứ hai trong lịch sử, sau Fast & Furious 8 (444,2 triệu USD). 18,5 triệu USD từ IMAX là con số mở đầu tốt nhất bên ngoài Hoa Kỳ, Canada và Trung Quốc cho định dạng này, vượt qua Star Wars: Thần lực thức tỉnh (17,5 triệu USD). Tác phẩm đã thiết lập các kỷ lục tuần đầu trên mọi thời đại ở Hàn Quốc (39,2 triệu USD), Mexico (25,4 triệu USD), Brazil (19,1 triệu USD), Ấn Độ (18,6 triệu USD), Philippines (12,5 triệu USD), Thái Lan (10 triệu USD), Indonesia (9,6 triệu USD), cũng như ở Malaysia, Hồng Kông, Việt Nam, Trung Mỹ, Peru, Chile, Ecuador, Venezuela, Bolivia, Nam Phi, Thổ Nhĩ Kỳ, Các tiểu vương quốc Ả Rập thống nhất và Tây Phi. Đây là bộ phim siêu anh hùng có doanh thu mở màn tốt nhất tại Pháp (17,7 triệu USD), cùng với đó là ở Đan Mạch, Phần Lan, Na Uy, Bồ Đào Nha và Thụy Điển. Phim mang về 8,9 triệu USD từ thị trường Vương quốc Anh, là mức thu ngày mở đầu cao nhất của MCU và cũng là doanh thu ngày đầu cao thứ ba cho một bộ phim Disney ở đây; sau đó tiếp tục mang về 41,4 triệu USD cho tới cuối tuần, cao thứ ba mọi thời đại và cao thứ hai cho một phim Disney ở quốc gia này. Tại Argentina, mức thu ngày ra mắt của Avengers: Cuộc chiến vô cực là cao thứ hai mọi thời đại. Còn tại Đức, đây là phim siêu anh hùng có mức thu ngày đầu cũng như tuần đầu tốt nhất trong lịch sử (14,7 triệu USD). Tác phẩm cũng phá kỉ lục cho một bộ phim siêu anh hùng tại nhiều nước châu Âu và khu vực Trung Đông. 9 triệu USD là con số thu về trong dịp cuối tuần phim ra mắt tại Nhật Bản, lớn thứ hai cho một bộ phim MCU. Tại Úc, doanh thu tuần mở màn của tác phẩm là 23,2 triệu USD, tốt thứ hai từ trước đến nay.
Avengers: Cuộc chiến vô cực tiếp tục đứng đầu phòng vé tại 54 thị trường cho đến hết tuần thứ hai. Tại Nga, dù tác phẩm lập kỉ lục khi thu về 4,9 triệu USD ngay trong ngày đầu tiên công chiếu—con số lớn nhất mọi thời đại, thì trước đó, việc phát hành bộ phim cũng đã gặp phải một số vấn đề. Avengers: Cuộc chiến vô cực phải rời lịch ra mắt từ ngày 3 tháng 5 sang ngày 11 tháng 5 theo yêu cầu của Bộ Văn hóa Nga; nhưng sau khi vấp phải làn sóng phản đối, bộ này đã đồng ý cho phim ra mắt đúng như lịch khởi chiếu ban đầu với điều kiện là vào Ngày chiến thắng (tức ngày 9 tháng 5), các rạp sẽ chỉ chiếu những tác phẩm điện ảnh của xứ sở bạch dương. Đây là bộ phim đầu tiên bán hơn 1 triệu vé chỉ trong một ngày và thiết lập kỉ lục mới tại thị trường Nga với việc thu về tổng cộng 17,6 triệu USD (bao gồm 2,2 triệu USD từ IMAX, cũng là một con số kỉ lục) trong tuần đầu tiên.
Cho tới cuối tuần thứ ba, phim vẫn nắm giữ vị trí số một ở hầu hết các thị trường của nó. Tại Trung Quốc, Avengers: Cuộc chiến vô cực lập nên kỉ lục đặt trước vé trị giá 400 triệu nhân dân tệ (63 triệu USD) và kết thúc tuần đầu với 1,266 tỷ nhân dân tệ (200 triệu USD), đứng sau Fast & Furious 8 với 1,352 triệu nhân dân tệ (184 triệu USD) trong số những phim có mức thu tuần mở đầu tốt nhất (tính theo đơn vị tiền tệ nội địa, tức nhân dân tệ). 200 triệu USD này bao gồm 20,5 triệu từ IMAX, mức thu tuần đầu cao thứ ba ở đất nước tỉ dân cho định dạng này. Ở Ấn Độ, đây là tác phẩm điện ảnh Hollywood đầu tiên gặt hái hơn 2 tỷ rupee (29,7 triệu USD). Cũng trong tuần thứ ba, Avengers: Cuộc chiến vô cực trở thành bộ phim MCU có doanh thu cao nhất tại Vương quốc Anh. Với việc mang về 33 triệu USD cho tới cuối tuần thứ sáu, đây là tựa phim của Marvel có mức thu tốt nhất mọi thời đại ở thị trường Nhật Bản.
Avengers: Cuộc chiến vô cực trở thành phim điện ảnh có doanh thu cao nhất trong lịch sử phòng vé tại Brazil, Indonesia, Philippines, Trung Mỹ, Bolivia, Venezuela, Châu Mỹ Latinh (không tính riêng lẻ các nước), Mexico, Chile, Ecuador, Peru, Malaysia, Singapore, Ấn Độ, Việt Nam, Indonesia, Thái Lan và Mông Cổ. Ở Việt Nam, tác phẩm vượt qua Em chưa 18 để thiết lập kỷ lục mới khi thu về 175 tỷ VND. Doanh thu của phim cao thứ hai tại thị trường châu Á-Thái Bình Dương, Hồng Kông và Hàn Quốc, cao thứ ba ở Trung Quốc. Đây cũng là bộ phim siêu anh hùng có mức thu cao nhất ở nhiều nước châu Âu, trong đó có Vương quốc Anh. Tính đến ngày 17 tháng 6 năm 2018, Trung Quốc (373,4 triệu USD), Anh Quốc (95,7 triệu USD) và Hàn Quốc (92,8 triệu USD) là các thị trường bội thu nhất của bộ phim. Avengers: Cuộc chiến vô cực cũng là tác phẩm điện ảnh có doanh thu từ các quốc gia và vùng lãnh thổ bên ngoài Hoa Kỳ-Canada cao thứ ba mọi thời đại.

### Đánh giá chuyên môn

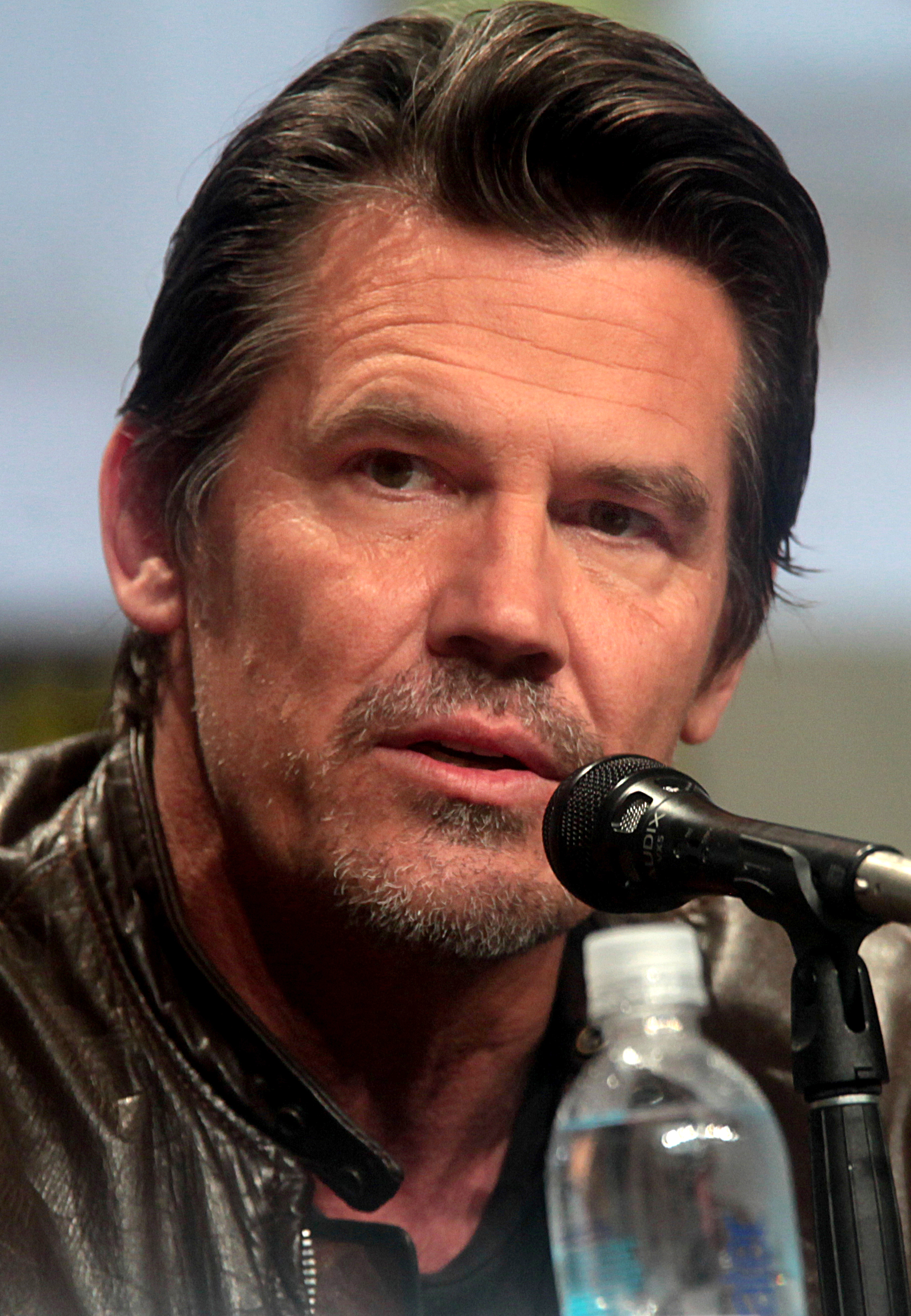
Josh Brolin trong vai Thanos được nhiều chuyên gia khen ngợi.

Trên hệ thống tổng hợp kết quả đánh giá Rotten Tomatoes, Avengers: Cuộc chiến vô cực có số điểm trung bình là 7,62/10, đạt chứng nhận "tươi" với 84% ý kiến tích cực từ 457 bài đánh giá. Theo các chuyên gia của trang web: "Avengers: Cuộc chiến vô cực đã rất xuất sắc trong việc tung ra hàng loạt các siêu anh hùng của Vũ trụ Điện ảnh Marvel để cùng hợp lực chống lại hiểm họa lớn nhất từ trước đến nay của họ, mà thành quả giờ đây là một bom tấn vừa kịch tính lại cực kì cảm xúc, nhờ vậy mà những kì vọng khổng lồ vào nó (hầu hết) đều đã thành hiện thực." Trang web Metacritic chấm cho phim số điểm 68/100 dựa trên ý kiến từ 53 nhà phê bình, cho thấy các đánh giá nhìn chung là tích cực.
Todd McCarthy của The Hollywood Reporter khen ngợi các biên kịch và đạo diễn phim khi có thể cân bằng đất diễn cho một lượng lớn các nhân vật như vậy, nói rằng "dưới sự giám sát của thiên tài làm phim Marvel Kevin Feige, họ đã hoàn toàn nhìn thấu được đám người cao ngạo ấy và còn tỏ ra rất khôi hài". Đồng tình với điều này, Owen Gleiberman của Variety khẳng định: "Cuộc chiến vô cực quả là một bữa tiệc cực kì thú vị, theo kiểu khoe ra từng anh hùng một và rồi lại chỉ cho họ vừa đủ thời lượng để thể hiện, ngoài ra những siêu năng lực của họ cũng được nâng cấp mà trông không hề nhàm chán và lặp lại". Viết cho tờ Rolling Stone, Peter Travers cho rằng tác phẩm "không chỉ dừng lại ở mức hay" và "rõ ràng là anh em nhà Russo chưa bao giờ biết đến khái niệm 'càng đơn giản càng tốt'. Dựa trên nguyên lý là một cuộc hội ngộ của các Avengers, họ đã tạo ra một tràng pháo hoa bất tận của những pha hành động xen lẫn tiếng cười". Richard Roeper của Chicago Sun-Times gọi đây là "bộ phim lớn nhất và tham vọng nhất" của Marvel, nhưng cũng "chưa phải là hay nhất. Dù vậy, hành động, hài hước hay cảm xúc là những yếu tố mà nó không hề thiếu—bên cạnh đó là những khoảnh khắc kịch tính thực sự mang lại hiệu quả". Ngoài ra, Roeper cũng dành lời khen cho dàn diễn viên, đặc biệt là Josh Brolin, người mà theo ông là "có diễn xuất tuyệt vời nhất bộ phim". Nhiều nhà phê bình khác cũng đánh giá cao màn trình diễn của Brolin. Owen Gleiberman ngợi ca nó là "thành công rực rỡ" và nói: "Với đôi mắt nhỏ nhưng sắc bén cùng ánh nhìn hình viên đạn đầy vẻ độc tài mà Brolin đưa vào Thanos, cái ác trong bộ phim này đã trở nên cá biệt hơn bao giờ hết". Todd McCarthy viết: "Vẻ điềm tĩnh và sự thấu hiểu nhân vật của Brolin đã gieo vào tên quái vật bất khả chiến bại này những khía cạnh rất tâm hồn, giúp cho hắn không đơn thuần chỉ là một siêu ác nhân thô kệch". Các cảnh hành động của phim cũng được Gleiberman dành lời khen: "Cuộc chiến vô cực có vô cùng nhiều những cảnh chiến đấu cực kì ngoạn mục, thậm chí ta còn có thể ngẫu nhiên đặt ra những câu hỏi rằng ai sẽ đánh bại ai mà nghe rất phi lí, chẳng hạn như liệu-Mighty-Mouse-có-thắng-được-Superman?", còn Todd McCarthy sử dụng cụm từ "vô cùng kì thú" để mô tả bối cảnh. Peter Travers cho rằng "Avengers: Cuộc chiến vô cực đã đưa các khán giả của mình lên tận mây xanh, khiến họ vô cùng phấn khích nhưng cùng lúc cũng cảm thấy như vừa bị lừa dối khi phải khao khát chờ đợi một cái kết mà họ sẽ chẳng bao giờ có". Một cây bút khác của The Hollywood Reporter là Josh Spiegel nhận thấy bộ phim "chịu ảnh hưởng từ cái kết khủng của The Empire Strikes Back với ví dụ điển hình là Han Solo bị đóng băng trong một khối carbon".
A. O. Scott của tờ The New York Times chỉ trích phim khi cho rằng nó quá phụ thuộc vào các tác phẩm khác của MCU: "Nếu chỉ xét bộ phim này như một tác phẩm riêng biệt dài gần 2 giờ 40 phút, thì những gì đọng lại ở Avengers: Cuộc chiến vô cực thực sự là rất ít", nhưng cũng thừa nhận rằng nó "không được sinh ra để thưởng thức hay đánh giá như một cá thể tách biệt". Đồng ý với điều này, Richard Brody của The New Yorker nói: "Bộ phim thiếu đi tính vững chắc như vậy không thể đổ lỗi cho mánh lới quảng cáo CGI, vốn số lượng thì nhiều nhưng chất lượng không cao, mà là do sự rời rạc giữa các sự kiện đã diễn ra trong suốt những tác phẩm của Vũ trụ Điện ảnh Marvel". Stephanie Zacharek của Time cho rằng "[Cảnh đầu tiên của tác phẩm] không hẳn là một sự mở đầu mà như thể là phần giữa hoặc đoạn kết, sau đó một câu chuyện dài được chắp thêm vào. Bạn phải xem hết và nằm lòng tất cả 18 phần phim trước đó của Vũ trụ Điện ảnh Marvel thì mới hiểu được bộ phim lần này." Justin Chang của Los Angeles Times gọi Avengers: Cuộc chiến vô cực là một "phần tiếp theo của câu chuyện thần thoại đầy nhiệt huyết, sống động, đôi khi mang âm hưởng rất hào hùng và có phần táo bạo, đang dần đi đến hồi kết", nhưng cũng cho rằng những nỗ lực sau cùng để truyền tải xúc cảm là thứ mà bộ phim "không làm được", vì Marvel "với lối sản xuất thuần thục và máy móc đã thành thương hiệu, sẽ không bao giờ chịu bứt phá lên được". A. O. Scott cũng không hài lòng với các cảnh hành động, gọi chúng là "tẻ nhạt và dễ đoán trước" và "chắc chắn đây là những gì tốn kém nhất của bộ phim, nhưng tiền bạc dường như đã thay thế hoàn toàn cho trí tưởng tượng thực sự, thay vì chỉ là một công cụ thúc đẩy óc sáng tạo". Tương tự, Stephanie Zacharek nói: "Trong Avengers: Cuộc chiến vô cực, chẳng có gì gọi là nhịp độ. Tất cả chỉ là những cảm giác rộn rã nhưng không hề có nhịp cảm xúc. Mọi thứ đều hoành tráng trong suốt cả bộ phim".

### Phản hồi của khán giả
Trên trang web CinemaScore, điểm trung bình Avengers: Cuộc chiến vô cực có được từ khán giả là A (trong thang điểm từ A+ đến F), trong khi PostTrak báo cáo rằng phim nhận được 87% ý kiến tích cực và có 68% người xem "cực kì khuyến nghị". Tony "Nem" Mitchell, một YouTuber người Mỹ, đã thiết lập kỉ lục thế giới sau khi xem bộ phim tại rạp tới 103 lần. Giới truyền thông bắt đầu chú ý khi Mitchell xem đến lần thứ 44 và anh cho biết đã được IMAX liên hệ để trao tặng 50 vé xem phim miễn phí, nhằm giúp anh tiếp tục chuỗi kỉ lục của mình, ngoài ra anh cũng được anh em nhà Russo mời tham dự buổi ra mắt của Avengers: Hồi kết. Theo Mitchell, đây là cách anh "ủng hộ cho Marvel và anh em nhà Russo". Một thiếu niên 17 tuổi đến từ Anh Quốc có tên Kieran Harvey cũng đã tới rạp để xem Avengers: Cuộc chiến vô cực 100 lần. Harvey khẳng định rẳng cậu "không định xem bộ phim nhiều lần đến như vậy, chỉ là mọi chuyện cứ thế xảy ra" và tác phẩm "không hề giống những bộ phim mà tôi đã xem trước đây và tôi thực sự rất yêu thích nó, thế nên cứ cố đi xem nhiều lần nhất có thể!"
Đoạn kết của bộ phim đã truyền cảm hứng cho sự ra đời của rất nhiều các meme trên mạng Internet, trong đó có cảnh Người Nhện nói rằng anh cảm thấy không ổn chút nào khi sắp phải biến mất. Trang web DidThanosKill.Me xuất hiện, cho phép người hâm mộ kiểm tra xem liệu họ có được Thanos tha mạng hay không. Người dùng mạng xã hội Reddit đã tạo ra subreddit đặc biệt mang tên /r/thanosdidnothingwrong (tạm dịch: Thanos chẳng làm gì sai cả). Có ý tưởng được đưa ra rằng một nửa trong số 20.000 người dùng đăng kí subreddit này sẽ bị cấm, như một cách "ăn theo" những gì xảy ra trong bộ phim. Sau khi nhận được sự nhất trí cao từ phía cộng đồng, những quản lý subreddit này đã tiếp cận các quản trị viên của Reddit để xem liệu lệnh cấm hàng loạt có thể được thực hiện hay không. Họ đồng ý sẽ cấm ngẫu nhiên một nửa số người đăng ký vào ngày 9 tháng 7 năm 2018. Thông báo về lệnh cấm sắp được ban hành khiến lượng người đăng kí /r/thanosdidnothingwrong tăng lên đến hơn 700.000, bao gồm cả hai anh em nhà Russo vốn đã đăng kí trước đó. Trước sự kiện này, anh em Russo đăng tải một video mà trong đó Brolin nói "Bắt đầu thôi, thần dân Reddit" và kết thúc là một cái búng tay. Hơn 60.000 người đã xem một buổi phát sóng trực tiếp kéo dài tới vài giờ về sự diễn ra của lệnh cấm trên nền tảng Twitch. Lệnh này đã áp dụng lên hơn 300.000 tài khoản, bao gồm của cả Anthony Russo, con số lớn nhất trong lịch sử Reddit. Những người bị cấm sau đó tụ họp trong một subreddit mới mang tên /r/inthesoulstone (tạm dịch: trong viên đá linh hồn). Một người dùng Reddit tham gia vào sự kiện này mô tả lệnh cấm hiện thân cho "tinh thần của Internet" khi mọi người "cùng nhau hợp lại để thực hiện một việc hầu như chẳng có ý nghĩa gì, nhưng không thể phủ nhận là bằng cách nào đó cũng rất tuyệt vời và hài hước". Andrew Tigani của tờ Screen Rant viết rằng điều này chỉ ra "tầm ảnh hưởng của bộ phim đối với văn hóa đại chúng. Đó cũng là một minh chứng cho thấy những tương tác qua mạng xã hội của người hâm mộ có giá trị như thế nào".

### Giải thưởng và đề cử
| Giải thưởng                                   | Ngày trao giải       | Hạng mục                                                                                 | Đề cử cho                                                                         | Kết quả        | Chú thích       |
| --------------------------------------------- | -------------------- | ---------------------------------------------------------------------------------------- | --------------------------------------------------------------------------------- | -------------- | --------------- |
| Giải Oscar                                    | 24 tháng 2 năm 2019  | Hiệu ứng hình ảnh xuất sắc nhất                                                          | Dan DeLeeuw, Russell Earl, Kelly Port, Dan Sudick                                 | Đề cử          | [ 233 ]         |
| Giải Annie                                    | 2 tháng 2 năm 2019   | Thành tựu đột phá cho nhân vật hoạt hình trong phim live action                          | Paul Story, Sidney Kombo, Eteuati Tema, Jacob Luamanuvae, Sam Sharplin            | Đề cử          | [ 234 ]         |
| Hiệp hội phê bình phim Austin                 | 7 tháng 1 năm 2019   | Dàn diễn viên xuất sắc nhất                                                              | Avengers: Cuộc chiến vô cực                                                       | Đề cử          | [ 235 ]         |
| Hiệp hội phê bình phim Austin                 | 7 tháng 1 năm 2019   | Phim kĩ xảo xuất sắc nhất/Hiệu ứng đặc biệt                                              | Josh Brolin                                                                       | Đoạt giải      | [ 235 ]         |
| Giải BAFTA                                    | 10 tháng 2 năm 2019  | Hiệu ứng hình ảnh đặc biệt xuất sắc nhất                                                 | Dan DeLeeuw, Russell Earl, Kelly Port, Dan Sudick                                 | Đề cử          | [ 236 ]         |
| Giải thưởng của Hiệp hội Hóa trang            | 19 tháng 2 năm 2019  | Giải xuất sắc hạng mục phim khoa học viễn tưởng                                          | Judianna Makovsky                                                                 | Đề cử          | [ 237 ]         |
| Giải Critics' Choice                          | 13 tháng 1 năm 2019  | Phim hành động xuất sắc nhất                                                             | Avengers: Cuộc chiến vô cực                                                       | Đề cử          | [ 238 ]         |
| Giải Critics' Choice                          | 13 tháng 1 năm 2019  | Hiệu ứng hình ảnh xuất sắc nhất                                                          | Avengers: Cuộc chiến vô cực                                                       | Đề cử          | [ 238 ]         |
| Hội phê bình phim Florida                     | 21 tháng 12 năm 2018 | Hiệu ứng hình ảnh xuất sắc nhất                                                          | Dan DeLeeuw, Russell Earl, Kelly Port, Dan Sudick                                 | Đề cử          | [ 239 ]         |
| Hiệp hội phê bình phim Georgia                | 12 tháng 1 năm 2019  | Giải Oglethorpe cho sự xuất sắc trong điện ảnh Georgia                                   | Avengers: Cuộc chiến vô cực                                                       | Đề cử          | [ 240 ]         |
| Giải Gold Derby                               | 20 tháng 2 năm 2019  | Hiệu ứng hình ảnh xuất sắc nhất                                                          | Dan DeLeeuw, Russell Earl, Kelly Port, Dan Sudick                                 | Đoạt giải      | [ 241 ] [ 242 ] |
| Giải Gold Derby Thập kỉ                       | 6 tháng 3 năm 2020   | Hiệu ứng hình ảnh xuất sắc nhất                                                          | Dan DeLeeuw, Russell Earl, Kelly Port, Dan Sudick                                 | Đề cử          | [ 243 ]         |
| Giải Golden Trailer                           | 29 tháng 5 năm 2019  | Phim giải trí gia đình xuất sắc nhất hạng mục hành động                                  | "Announce Trailer" (Tiny Hero)                                                    | Đề cử          | [ 244 ]         |
| Giải Golden Trailer                           | 29 tháng 5 năm 2019  | Phim giải trí gia đình xuất sắc nhất hạng mục viễn tưởng-phiêu lưu                       | "Announce Trailer" (Tiny Hero)                                                    | Đoạt giải      | [ 244 ]         |
| Giải Golden Trailer                           | 29 tháng 5 năm 2019  | Áp phích phim giải trí gia đình xuất sắc nhất hạng mục viễn tưởng-phiêu lưu              | "Payoff One-Sheet" (LA/Lindeman Associates)                                       | Đề cử          | [ 244 ]         |
| Giải Grammy                                   | 10 tháng 2 năm 2019  | Tác phẩm nhạc khí xuất sắc nhất                                                          | Alan Silvestri cho "Infinity War"                                                 | Đề cử          | [ 245 ]         |
| Giải Điện ảnh Hollywood                       | 4 tháng 11 năm 2018  | Hiệu ứng hình ảnh Hollywood xuất sắc nhất                                                | Dan Deleeuw, Kelly Port, Russel Earl và Dan Sudick                                | Được vinh danh | [ 246 ]         |
| Giải Hugo                                     | 18 tháng 8 năm 2019  | Phim dài chính kịch xuất sắc nhất                                                        | Anh em nhà Russo và Christopher Markus và Stephen McFeely                         | Đề cử          | [ 247 ]         |
| Hiệp hội phê bình phim trực tuyến Los Angeles | 9 tháng 1 năm 2019   | Phim hành động xuất sắc nhất                                                             | Avengers: Cuộc chiến vô cực                                                       | Đề cử          | [ 248 ] [ 249 ] |
| Hiệp hội phê bình phim trực tuyến Los Angeles | 9 tháng 1 năm 2019   | Phim bom tấn xuất sắc nhất                                                               | Avengers: Cuộc chiến vô cực                                                       | Đề cử          | [ 248 ] [ 249 ] |
| Hiệp hội phê bình phim trực tuyến Los Angeles | 9 tháng 1 năm 2019   | Hiệu ứng hình ảnh xuất sắc nhất                                                          | Dan DeLeeuw, Russell Earl, Kelly Port, Dan Sudick                                 | Đoạt giải      | [ 248 ] [ 249 ] |
| Hiệp hội phê bình phim trực tuyến Los Angeles | 9 tháng 1 năm 2019   | Kĩ thuật hành động xuất sắc nhất                                                         | Avengers: Cuộc chiến vô cực                                                       | Đề cử          | [ 248 ] [ 249 ] |
| Hiệp hội phê bình phim trực tuyến Los Angeles | 9 tháng 1 năm 2019   | Hiệu ứng hình ảnh xuất sắc nhất/nhân vật hoạt hình                                       | Josh Brolin                                                                       | Đoạt giải      | [ 248 ] [ 249 ] |
| Giải MPSE Golden Reel                         | 17 tháng 2 năm 2019  | Thành tựu hiệu ứng âm thanh phim điện ảnh đột phá                                        | Avengers: Cuộc chiến vô cực                                                       | Đề cử          | [ 250 ]         |
| Giải Điện ảnh và Truyền hình của MTV          | 18 tháng 6 năm 2018  | Phim hay nhất                                                                            | Avengers: Cuộc chiến vô cực                                                       | Đề cử          | [ 251 ]         |
| Giải Điện ảnh và Truyền hình của MTV          | 18 tháng 6 năm 2018  | Nhân vật phản diện xuất sắc nhất                                                         | Josh Brolin                                                                       | Đề cử          | [ 251 ]         |
| Giải Điện ảnh và Truyền hình của MTV          | 18 tháng 6 năm 2018  | Cảnh hành động xuất sắc nhất                                                             | Scarlett Johansson, Danai Gurira, Elizabeth Olsen vs. Carrie Coon                 | Đề cử          | [ 251 ]         |
| Giải Nickelodeon Kids' Choice                 | 23 tháng 3 năm 2019  | Phim điện ảnh được yêu thích                                                             | Avengers: Cuộc chiến vô cực                                                       | Đoạt giải      | [ 252 ]         |
| Giải Nickelodeon Kids' Choice                 | 23 tháng 3 năm 2019  | Nam diễn viên phim điện ảnh được yêu thích                                               | Chris Evans                                                                       | Đề cử          | [ 252 ]         |
| Giải Nickelodeon Kids' Choice                 | 23 tháng 3 năm 2019  | Nam diễn viên phim điện ảnh được yêu thích                                               | Chris Hemsworth                                                                   | Đề cử          | [ 252 ]         |
| Giải Nickelodeon Kids' Choice                 | 23 tháng 3 năm 2019  | Nữ diễn viên phim điện ảnh được yêu thích                                                | Scarlett Johansson                                                                | Đề cử          | [ 252 ]         |
| Giải Nickelodeon Kids' Choice                 | 23 tháng 3 năm 2019  | Nữ diễn viên phim điện ảnh được yêu thích                                                | Zoe Saldana                                                                       | Đề cử          | [ 252 ]         |
| Giải Nickelodeon Kids' Choice                 | 23 tháng 3 năm 2019  | Siêu anh hùng được yêu thích                                                             | Robert Downey Jr.                                                                 | Đoạt giải      | [ 252 ]         |
| Giải Nickelodeon Kids' Choice                 | 23 tháng 3 năm 2019  | Siêu anh hùng được yêu thích                                                             | Chris Evans                                                                       | Đề cử          | [ 252 ]         |
| Giải Nickelodeon Kids' Choice                 | 23 tháng 3 năm 2019  | Siêu anh hùng được yêu thích                                                             | Chris Hemsworth                                                                   | Đề cử          | [ 252 ]         |
| Giải Nickelodeon Kids' Choice                 | 23 tháng 3 năm 2019  | Siêu anh hùng được yêu thích                                                             | Scarlett Johansson                                                                | Đề cử          | [ 252 ]         |
| Giải Nickelodeon Kids' Choice                 | 23 tháng 3 năm 2019  | Nhân vật nổi trội được yêu thích                                                         | Zoe Saldana                                                                       | Đề cử          | [ 252 ]         |
| Giải People's Choice                          | 11 tháng 11 năm 2018 | Phim của năm 2018                                                                        | Avengers: Cuộc chiến vô cực                                                       | Đoạt giải      | [ 253 ]         |
| Giải People's Choice                          | 11 tháng 11 năm 2018 | Phim hành động của năm 2018                                                              | Avengers: Cuộc chiến vô cực                                                       | Đoạt giải      | [ 253 ]         |
| Giải People's Choice                          | 11 tháng 11 năm 2018 | Nam diễn viên phim điện ảnh của năm 2018                                                 | Robert Downey Jr.                                                                 | Đề cử          | [ 253 ]         |
| Giải People's Choice                          | 11 tháng 11 năm 2018 | Nam diễn viên phim điện ảnh của năm 2018                                                 | Chris Hemsworth                                                                   | Đề cử          | [ 253 ]         |
| Giải People's Choice                          | 11 tháng 11 năm 2018 | Nữ diễn viên phim điện ảnh của năm 2018                                                  | Scarlett Johansson                                                                | Đoạt giải      | [ 253 ]         |
| Giải People's Choice                          | 11 tháng 11 năm 2018 | Nam diễn viên phim hành động của năm 2018                                                | Chris Hemsworth                                                                   | Đề cử          | [ 253 ]         |
| Giải Satellite                                | 17 tháng 2 năm 2019  | Hiệu ứng hình ảnh xuất sắc nhất                                                          | Avengers: Cuộc chiến vô cực                                                       | Đề cử          | [ 254 ]         |
| Giải Sao thổ                                  | 13 tháng 9 năm 2019  | Phim chuyển thể từ truyện tranh xuất sắc nhất                                            | Avengers: Cuộc chiến vô cực                                                       | Đề cử          | [ 255 ]         |
| Giải Sao thổ                                  | 13 tháng 9 năm 2019  | Nam diễn viên phụ xuất sắc nhất                                                          | Josh Brolin                                                                       | Đoạt giải      | [ 255 ]         |
| Giải SAG                                      | 27 tháng 1 năm 2019  | Màn trình diễn đột phá của dàn diễn viên phim hành động                                  | Avengers: Cuộc chiến vô cực                                                       | Đề cử          | [ 256 ]         |
| Hiệp hội phê bình phim Seattle                | 17 tháng 12 năm 2018 | Hiệu ứng hình ảnh xuất sắc nhất                                                          | Dan DeLeeuw, Russell Earl, Kelly Port, Dan Sudick                                 | Đề cử          | [ 257 ] [ 258 ] |
| Hiệp hội phê bình phim Seattle                | 17 tháng 12 năm 2018 | Nhân vật phản diện xuất sắc nhất                                                         | Josh Brolin                                                                       | Đề cử          | [ 257 ] [ 258 ] |
| Hiệp hội phê bình phim St. Louis              | 16 tháng 12 năm 2018 | Phim hành động xuất sắc nhất                                                             | Avengers: Cuộc chiến vô cực                                                       | Đề cử          | [ 259 ]         |
| Hiệp hội phê bình phim St. Louis              | 16 tháng 12 năm 2018 | Hiệu ứng hình ảnh/hiệu ứng đặc biệt xuất sắc nhất                                        | Dan DeLeeuw, Russell Earl, Kelly Port, Dan Sudick                                 | Đoạt giải      | [ 259 ]         |
| Hiệp hội phê bình phim St. Louis              | 16 tháng 12 năm 2018 | Giải Đắt giá (cho cảnh hay nhất hoặc kỹ xảo điện ảnh hay khía cạnh/khoảnh khắc đáng nhớ) | Thor xuất hiện ở Wakanda                                                          | Đề cử          | [ 259 ]         |
| Giải Teen Choice                              | 12 tháng 8 năm 2018  | Phim hành động được lựa chọn                                                             | Avengers: Cuộc chiến vô cực                                                       | Đoạt giải      | [ 260 ]         |
| Giải Teen Choice                              | 12 tháng 8 năm 2018  | Nam diễn viên phim hành động được lựa chọn                                               | Chris Evans                                                                       | Đề cử          | [ 260 ]         |
| Giải Teen Choice                              | 12 tháng 8 năm 2018  | Nam diễn viên phim hành động được lựa chọn                                               | Robert Downey Jr.                                                                 | Đoạt giải      | [ 260 ]         |
| Giải Teen Choice                              | 12 tháng 8 năm 2018  | Nam diễn viên phim hành động được lựa chọn                                               | Tom Holland                                                                       | Đề cử          | [ 260 ]         |
| Giải Teen Choice                              | 12 tháng 8 năm 2018  | Nữ diễn viên phim hành động được lựa chọn                                                | Elizabeth Olsen                                                                   | Đề cử          | [ 260 ]         |
| Giải Teen Choice                              | 12 tháng 8 năm 2018  | Nữ diễn viên phim hành động được lựa chọn                                                | Scarlett Johansson                                                                | Đoạt giải      | [ 260 ]         |
| Giải Teen Choice                              | 12 tháng 8 năm 2018  | Nữ diễn viên phim hành động được lựa chọn                                                | Zoe Saldana                                                                       | Đề cử          | [ 260 ]         |
| Giải Teen Choice                              | 12 tháng 8 năm 2018  | Nhân vật phản diện được lựa chọn                                                         | Josh Brolin                                                                       | Đề cử          | [ 260 ]         |
| Giải Teen Choice                              | 12 tháng 8 năm 2018  | Nụ hôn được lựa chọn                                                                     | Chris Pratt và Zoe Saldana                                                        | Đề cử          | [ 260 ]         |
| Giải Teen Choice                              | 12 tháng 8 năm 2018  | Hissy Fit được lựa chọn                                                                  | Mark Ruffalo                                                                      | Đề cử          | [ 260 ]         |
| Hiệp hội Hiệu ứng Hình ảnh                    | 5 tháng 2 năm 2019   | Hiệu ứng hình ảnh nổi bật                                                                | Daniel DeLeeuw, Jen Underdahl, Kelly Port, Matt Aitken và Dan Sudick              | Đoạt giải      | [ 261 ]         |
| Hiệp hội Hiệu ứng Hình ảnh                    | 5 tháng 2 năm 2019   | Nhân vật ảo nổi bật                                                                      | Jan Philip Cramer, Darren Hendler, Paul Story, Sidney Kombo-Kintombo cho "Thanos" | Đoạt giải      | [ 261 ]         |
| Hiệp hội Hiệu ứng Hình ảnh                    | 5 tháng 2 năm 2019   | Thiết kế nổi bật                                                                         | Chad Roen, Ryan Rogers, Jeff Tetzlaff và Ming Pan cho "lò rèn Nidavellir"         | Đề cử          | [ 261 ]         |
| Hiệp hội Hiệu ứng Hình ảnh                    | 5 tháng 2 năm 2019   | Mô phỏng hiệu ứng nổi bật                                                                | Gerardo Aguilera, Ashraf Ghoniem, Vasilis Pazionis và Hartwell Durfor cho "Titan" | Đoạt giải      | [ 261 ]         |
| Hiệp hội Hiệu ứng Hình ảnh                    | 5 tháng 2 năm 2019   | Mô phỏng hiệu ứng nổi bật                                                                | Florian Witzel, Adam Lee, Miguel Perez Senent, Francisco Rodriguez cho "Wakanda"  | Đề cử          | [ 261 ]         |
| Hiệp hội Hiệu ứng Hình ảnh                    | 5 tháng 2 năm 2019   | Ghép phim nổi bật                                                                        | Sabine Laimer, Tim Walker, Tobias Wiesner và Massimo Pasquetti cho "Titan"        | Đoạt giải      | [ 261 ]         |
| Hiệp hội phê bình phim Washington D.C. Area   | 3 tháng 12 năm 2018  | Diễn xuất trong phim kĩ xảo xuất sắc nhất                                                | Josh Brolin                                                                       | Đoạt giải      | [ 262 ]         |

## Phần kế tiếp
Avengers: Hồi kết được khởi chiếu vào ngày 26 tháng 4 năm 2019 tại Mỹ và Việt Nam. Ở phần phim này, anh em nhà Russo tiếp tục đảm nhiệm vai trò đạo điễn, còn Markus và McFeely một lần nữa thực hiện phần kịch bản phim.

## Chú giải
1. ↑  Cuộn phim blooper là một cuộn phim chứa những cảnh quay bị lỗi của các diễn viên hoặc ê-kíp làm phim, thông thường mang tính chất hài hước.
2. ↑  Có sự chênh lệch này là do lạm phát.